# Campo di concentramento di Dachau

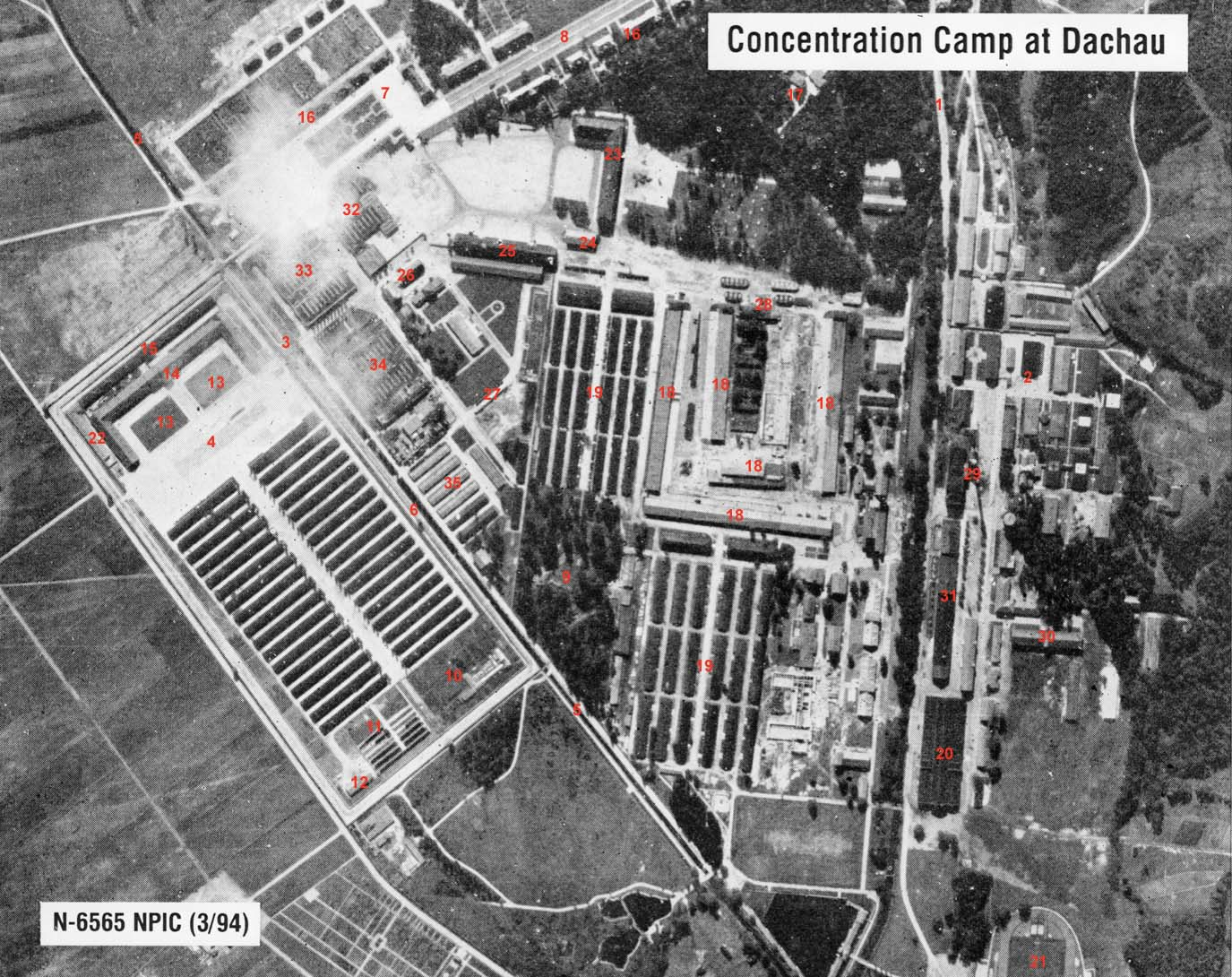
Ripresa aerea del campo di Dachau (la parte in basso dell'immagine corrisponde al nord geografico). Nel campo furono realizzati degli esperimenti sui detenuti per testare le cure mediche e i sistemi di rianimazione, come ad esempio le ricerche sul congelamento del corpo umano in acqua. Si usarono come cavie gli internati e dopo un certo periodo si decise di spostare questa attività nel campo di Auschwitz perché nelle procedure, come nelle prove di congelamento, le persone urlavano. Si decise quindi che Auschwitz sarebbe stato più idoneo per questo scopo. Sulla sinistra è visibile il campo di concentramento vero e proprio, con le baracche per i prigionieri e, separati dal cortile per l'appello, i locali di servizio, con i depositi di materiale per gli internati, gli uffici interni e il bunker. A destra, nell'immagine, il comando, le zone delle caserme delle SS, i depositi automezzi. Al centro, nell'area alberata tra le baracche delle SS, le strutture dei crematori.

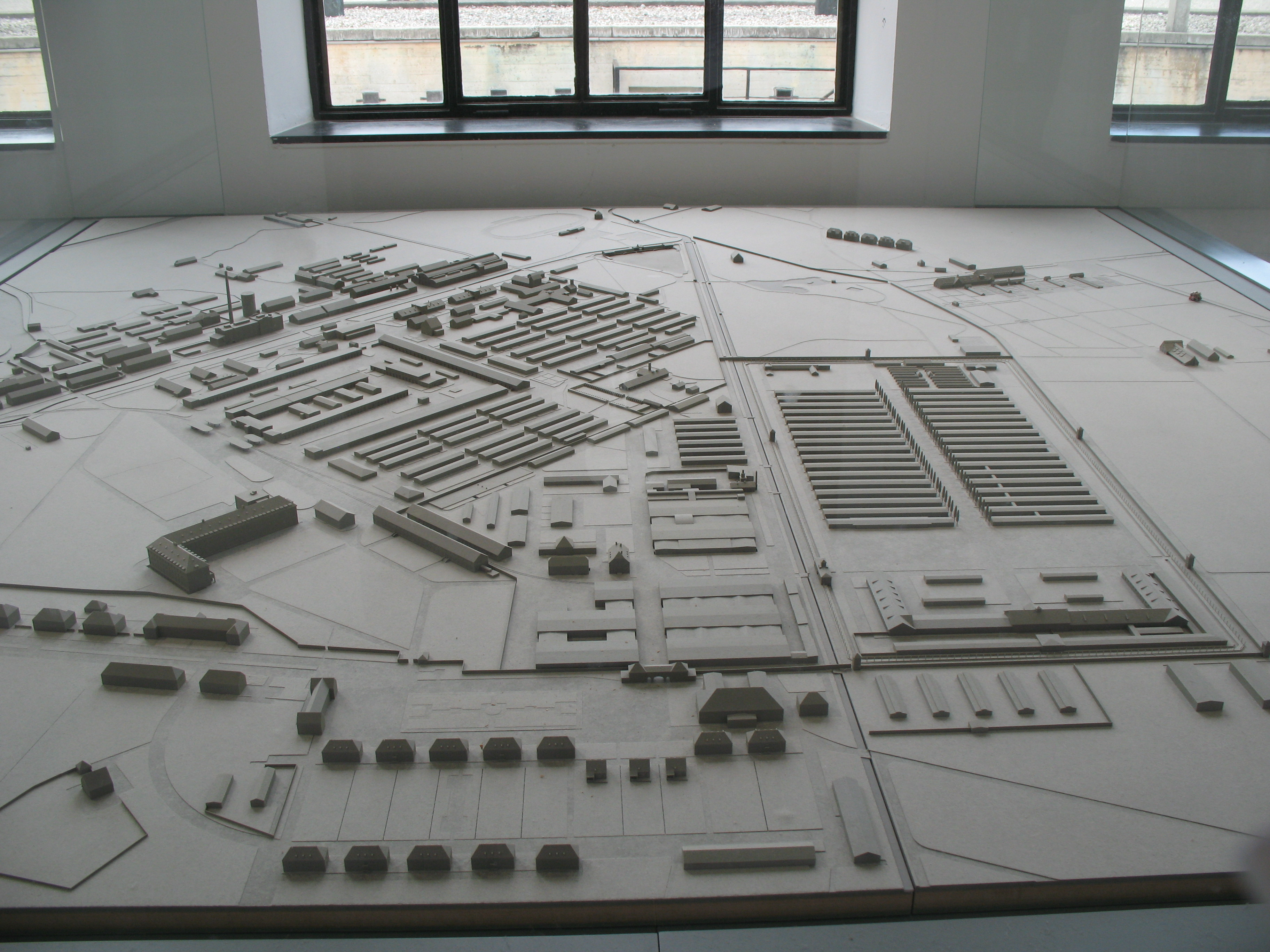
Plastico del campo, come è oggi visibile nel museo. A destra è riconoscibile il rettangolo fortificato, con le torri di guardia, contenente le baracche per i prigionieri.

Il campo di concentramento di Dachau fu il primo campo di concentramento nazista, aperto il 22 marzo 1933 su iniziativa di Heinrich Himmler. Servì da modello per tutti gli altri campi di concentramento, di lavoro forzato e di sterminio costruiti successivamente e fu la scuola d'omicidio delle SS che esportarono negli altri lager lo spirito di Dachau, il terrore senza pietà. Nel campo transitarono circa 200 000 persone e, secondo i dati del Museo di Dachau, 41 500 vi persero la vita. I deportati in arrivo dovevano percorrere una larga strada curata, la Lagerstrasse, al termine della quale era situato il cosiddetto Jourhaus, la "porta dell'inferno", il simmetrico edificio del comando di campo con una posticcia torretta di guardia sul tetto. Lo Jourhaus era attraversato nel mezzo da un grande arco d'ingresso, completamente chiuso da un largo cancello in ferro battuto a due ante; al centro di esso un altro cancello, più piccolo, recava la scritta Arbeit macht frei. Questo cinico slogan di Dachau, che significa "Il lavoro rende liberi", venne poi utilizzato in numerosi altri campi che via via si andavano costruendo, diventando il simbolo della menzogna nazista: il lavoro nei lager era strumento di morte primario per il genocidio scientifico degli "indesiderabili", vantaggioso allo stesso tempo per l'economia del Reich.

## Storia del campo
Il campo di concentramento fu aperto il 22 marzo 1933 su decisione di Himmler, presa appena un mese dopo la salita al potere di Hitler (30 gennaio 1933). Venne posizionato nei pressi della cittadina di Dachau, a circa 16 km a nord-ovest di Monaco di Baviera, nel sud della Germania.
Importanti giornali bavaresi, tra cui il quotidiano più diffuso Münchner Neuesten Nachrichten, pubblicarono la notizia firmata da Himmler stesso, presidente della polizia della città di Monaco, che annunciava l'apertura della struttura: «Mercoledì verrà inaugurato vicino a Dachau il primo campo di concentramento, della capienza di 5000 persone. Vi verranno radunati tutti i comunisti e, se necessario, i membri del Reichsbanner ed i funzionari marxisti che rappresentano un pericolo per la sicurezza dello Stato, poiché alla lunga non è possibile, senza costi gravosissimi per l’Amministrazione, continuare a tenere i singoli funzionari comunisti nelle carceri giudiziarie, e, d’altra parte, non è nemmeno possibile rimetterli in libertà. In alcuni casi abbiamo provato a farlo, col risultato che essi, appena rilasciati, hanno ripreso a organizzare le loro azioni sovversive. Abbiamo preso queste misure senza farci ostacolare da scrupoli meschini, nella convinzione di aver così tranquillizzato la popolazione tutta e di aver agito secondo la sua volontà».
Secondo alcuni osservatori, come lo storico Francesco Maria Feltri, «l’obiettivo di questi annunci pubblici era duplice. Da un lato, i nazisti volevano incutere terrore a tutti gli oppositori politici, ma dall’altro sapevano di riscuotere ampio consenso tra tutti coloro che volevano ripulire la Germania dai comunisti, dai disfattisti e dai delinquenti».
Quando iniziò la costruzione, il terreno non faceva ancora parte della città di Dachau ma del piccolo comune vicino di Prittlbach. Il lager sfruttò inizialmente i locali preesistenti di un'ex fabbrica di munizioni in disuso, la Königlichen Pulver - und Munitionsfabrik Dachau, edificata durante la prima guerra mondiale. Tra il 1936 e il 1938, demolita la fabbrica, grandi lavori, eseguiti dai prigionieri, ampliarono il campo di Dachau portandolo alla forma definitiva; solo il campo di prigionia vero e proprio, con le baracche dei detenuti, formava un rettangolo di circa 300 m di larghezza e 600 m di lunghezza. Il terreno era paludoso, non godeva di un buon clima: era umido, nebbioso, desolato; non certo adatto alla salute dei prigionieri.

### La vita nel campo
I nuovi arrivati venivano picchiati con 25 bastonate di benvenuto, e alcuni non sopravvivevano. Le guardie dicevano loro esplicitamente che non avevano diritti, né onore né difesa. Insultati, rasati e privati di tutti i loro averi, entravano nel campo. Le SS potevano uccidere chiunque liberamente. Tra le punizioni previste c'erano anche quella di essere appesi per le mani legate dietro la schiena a ganci per ore, abbastanza in alto da non toccare terra con le punte dei piedi, essere frustati su cavalletti, battuti con fruste di cuoio bagnato ed essere messi in isolamento per giorni in stanze troppo piccole per potersi sdraiare.
Il campo di prigionia era formato da 34 baracche disposte su due file separate da un lungo viale alberato; 15 di esse erano suddivise ciascuna in 4 camerate (Stuben), ognuna con un vano soggiorno e un dormitorio; ogni due camerate vi era un lavatoio e una serie di gabinetti. Ogni camerata aveva 52 posti letto, per un totale, quindi, di 208 persone a baracca. Nei periodi di maggior affollamento si arrivò a stipare fino a 1768 detenuti a baracca, con condizioni igieniche indescrivibili, tanto che scoppiavano violente epidemie. 5 baracche, poi divenute 13, erano destinate ad area ospedaliera (Krankenbau). Una baracca era adibita a zona di lavoro e la prima a sinistra a spaccio, sempre sprovvisto. Le prime due baracche a destra fungevano da infermeria e una parte della seconda da obitorio. L'infermeria fu tristemente nota a causa dei raccapriccianti esperimenti su cavie umane effettuati dal dottor Rascher e dal professor Schilling, in cui perirono migliaia di persone.
I deportati "indisciplinati" o "incorreggibili" venivano sottoposti a detenzione particolarmente dura, rinchiusi nelle baracche di punizione, denominate strafblocke. Sono da segnalare la n. 26, la "baracca dei preti", in cui erano detenuti i religiosi, e quella definita di "disinfezione", staccata dal corpo centrale, tuttora visibile. Oggi sono rimaste poche baracche (le altre sono state distrutte). All'interno sono state fedelmente ricostruite per i visitatori.
Alle delegazioni tedesche e straniere in visita al campo ne veniva mostrata solo una parte, perché si voleva dare l'impressione di un luogo ordinato, efficiente e moderno, e gli internati dovevano apparire come appartenenti ad una razza "inferiore". 
I detenuti erano soggetti ai lavori forzati, per la normale manutenzione prima e per il rifacimento del campo stesso a partire dal 1937. Nel corso degli anni le condizioni di vita peggiorarono sensibilmente. Pur non essendo ufficialmente un campo di sterminio, ma semplicemente di lavoro, il numero di morti fu impressionante. Con l'introduzione delle disposizioni sull'eutanasia le baracche 29 e 30 divennero le anticamere della morte, con persone destinate alla soppressione e al forno crematorio, tenute intanto in pessime condizioni.

### Il regolamento disciplinare

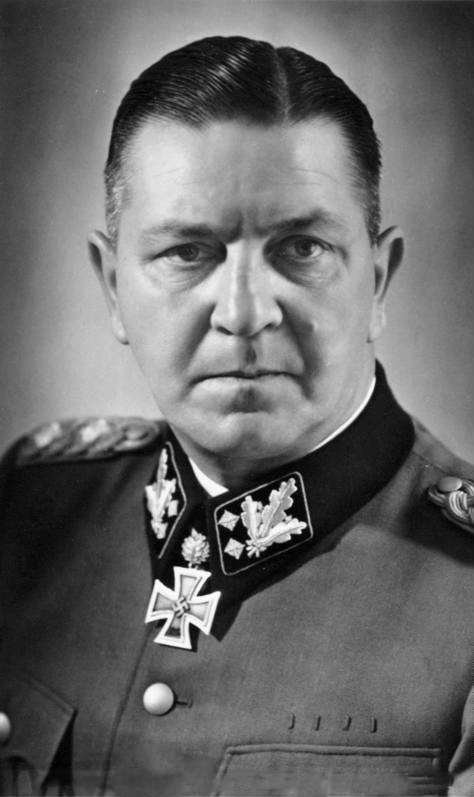
L'SS-Obergruppenführer Theodor Eicke, Comandante del campo di Dachau dal 1933 al 1934. Violento e sanguinario, si distinse per la sua particolare efferatezza e sadica brutalità verso i prigionieri.

Nell'ottobre 1933 venne emanato il regolamento del campo di concentramento di Dachau. Conteneva gli ordini di servizio per le SS addette alla sorveglianza e le sanzioni brutali contro i detenuti. Tale regolamento, messo a punto da Theodor Eicke, doveva spezzare la personalità degli internati e impedire ogni tentativo di fuga; prevedeva pene corporali ed esecuzioni.
A titolo di esempio vengono qui riportati solo alcuni punti di tale regolamento.

#### Per il personale di sorveglianza
- Chi dovesse lasciar fuggire un detenuto verrà arrestato e consegnato alla polizia bavarese con l'accusa di liberazione per negligenza di un detenuto.
- Se un detenuto tenta la fuga, si deve sparare senza preavviso. Se una guardia, nell'esecuzione dei suoi doveri, dovesse uccidere un detenuto che tenta di fuggire, non subirà conseguenze penali.
- Nel caso di ammutinamento di un reparto di detenuti tutte le guardie presenti dovranno aprire il fuoco sui rivoltosi, senza colpi di avvertimento.

#### Per i detenuti
- Punto 6 - Chi assuma un atteggiamento ironico nei confronti delle SS, chi ometta intenzionalmente il saluto regolamentare o chi rifiuti di sottomettersi alla disciplina verrà punito con otto giorni di arresto e con venticinque bastonate all'inizio ed alla fine di tale periodo.
- Punto 12 - Chi aggredisce una guardia, chi si rifiuta di lavorare, chi istiga alla rivolta, chi lascia una colonna o il posto di lavoro, chi durante queste attività scrive, sobilla o tiene discorsi viene passato per le armi sul posto o successivamente impiccato.

## L'impiego del campo nei dodici anni della sua esistenza

### I primi anni (1933 e 1934): l'inizio del terrore

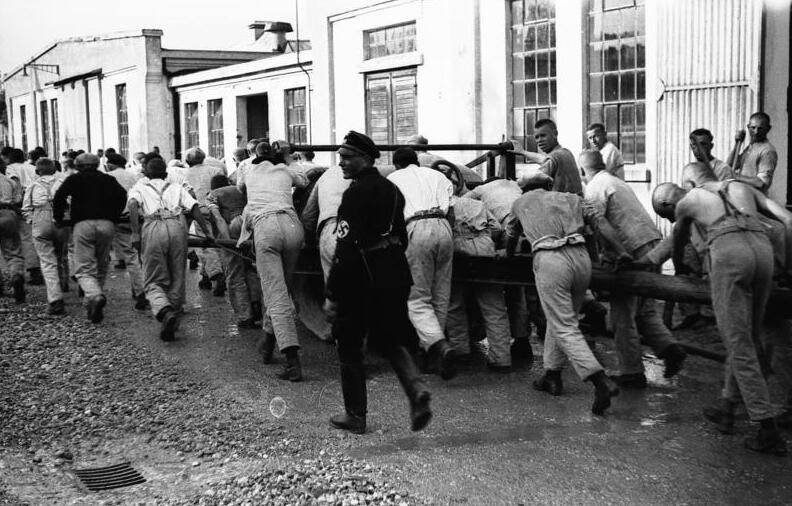
Campo di concentramento di Dachau, 24 maggio 1933. I primi internati spingono di corsa un pesante rullo schiacciasassi per il rifacimento delle strade del lager, sorvegliati dalle guardie. Sono visibili le vecchie strutture della fabbrica di polvere da sparo.

Il 21 marzo 1933 Heinrich Himmler, in una conferenza stampa a Monaco ripresa dai giornali bavaresi, annunciò la creazione del campo di concentramento a Dachau Il 22 marzo il campo fu aperto nella vecchia fabbrica di munizioni, con l'immediata disponibilità di 5 000 posti per i condannati all'internamento. All'inizio era pensato per la custodia preventiva e l'eventuale rieducazione dei prigionieri politici, in particolare comunisti, sindacalisti e gli oppositori del nazismo in genere. L'11 aprile, la gestione del campo passò dalla polizia bavarese alle SS. Fu l'inizio del terrore: le SS incominciano ad assassinare brutalmente i detenuti fin dai primissimi giorni. Il 1º maggio c'erano 1 200 internati, verso la fine dell'anno 4 821. A Natale, fatto più unico che raro, vennero graziati circa 600 detenuti.

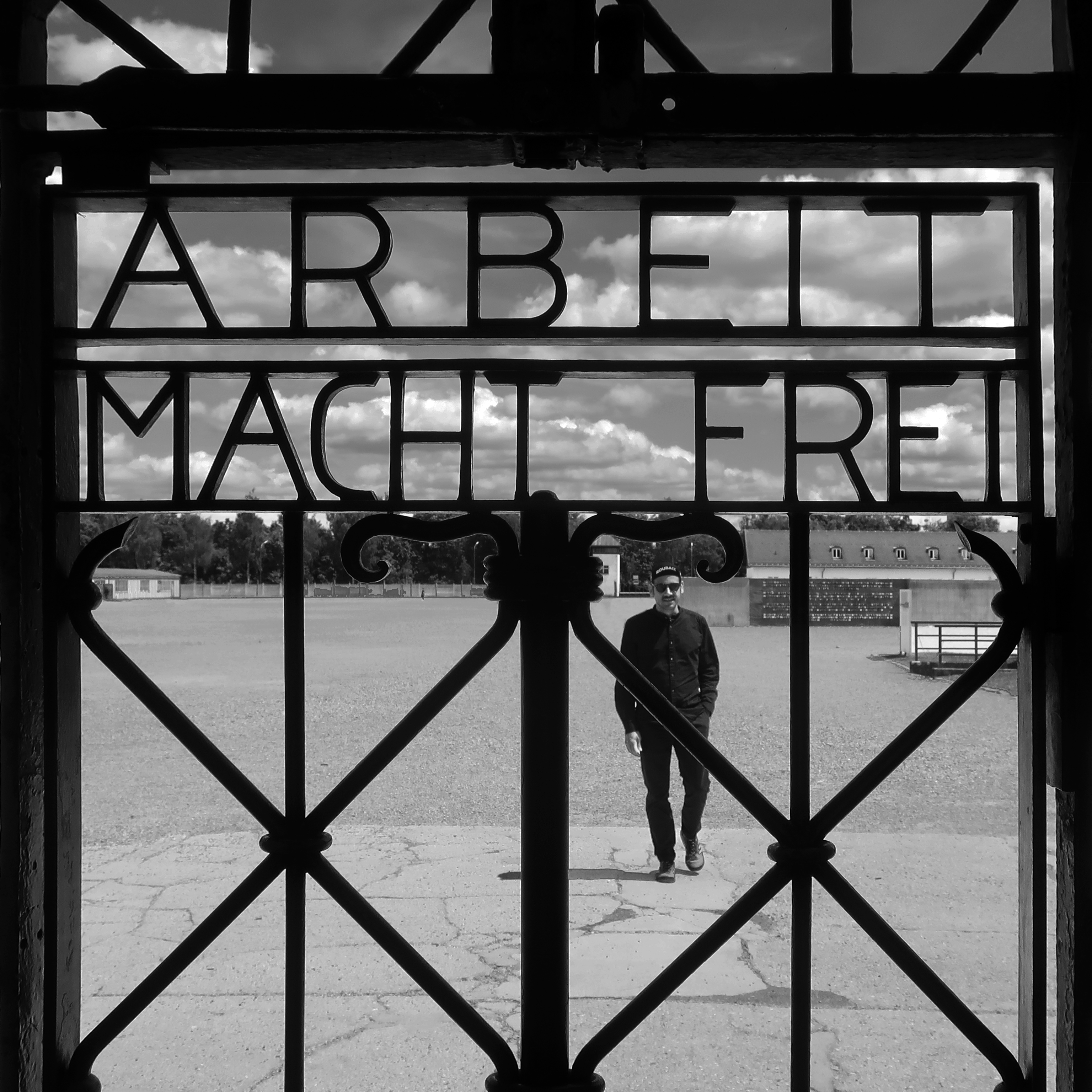
Arbeit macht frei, ("Il lavoro rende liberi").

Dachau fu il primo campo di concentramento di quello che sarebbe diventato l'universo concentrazionario nazista, una gigantesca rete che nel 1945 arrivò a contare circa 44 000 lager, costruiti prima in Germania e poi in tutti i territori d'Europa caduti sotto l'occupazione tedesca; Dachau divenne pertanto il prototipo e il modello d'ispirazione per i campi successivi. Fu un vero e proprio banco di prova per ogni tipo di violenza.
Originariamente era destinato agli oppositori politici di Hitler, a chi non si adeguava subito all'ideologia nazista. Gli internati venivano rieducati tramite il duro lavoro e l'indottrinamento. Nei primi mesi di funzionamento, a parte qualche episodio di violenza e la rigida disciplina, il lager conservò un volto umano, che non lasciava ancora presagire la mostruosità degli sviluppi futuri. I prigionieri venivano per lo più sottoposti a lavori pesanti al fine di "punire" il loro sentimento antinazista. Un altro metodo era quello di inculcare loro la dottrina nazista attraverso la lettura di materiali propagandistici, riunioni, corsi, dibattiti e ascolto forzato dei discorsi di Hitler alla radio, che i prigionieri udivano anche arrampicati sulle vecchie strutture del lager. Venivano effettuate anche estenuanti marce tra gli edifici e baracche, su cui erano dipinte, a monito, enormi scritte della nascente dottrina nazionalsocialista. A coloro che si fossero riabilitati si prometteva la liberazione (l'unica veramente avvenuta fu quella del Natale 1933).
Solo in seguito si trasformò in un campo di concentramento che, oltre agli oppositori politici, deteneva anche gli ebrei e le minoranze "sgradite", come testimoni di Geova, omosessuali, emigranti, zingari e prigionieri polacchi, sovietici e altri.

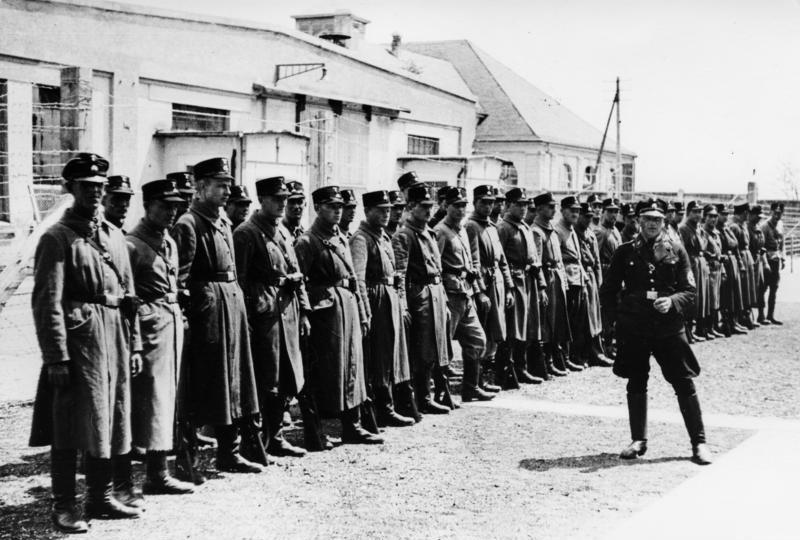
Campo di concentramento di Dachau, 24 maggio 1933. Alcune tra le prime guardie del campo.

L'organizzazione, la disposizione delle varie baracche e dei servizi, così come il programma di sviluppo e di ampliamento, vennero elaborate da uno dei primi comandanti del campo, Theodor Eicke, e tale modello fu poi applicato anche in altri campi. Eicke collocò il centro di comando e gli altri servizi per la gestione, come i quartieri per le guardie, l'amministrazione e l'armeria, in un'area ben protetta del campo. La sua gestione e l'esperienza accumulata a Dachau gli valsero la nomina a "ispettore dei campi di concentramento" (Inspekteur des Konzentrationslagerwesens).
Già il 22 marzo vi furono internate circa 150 persone. Nei primi giorni erano sorvegliate dalla polizia bavarese e dall'11 aprile anche dalle SS. Il 23 marzo si registrarono i primi omicidi: le vittime furono Rudolf Benario, Ernst Goldmann e Arthur Kahn. A maggio Hans Beimler, che sino al suo arresto era stato membro del Reichstag, riuscì ad evadere e fuggire in Unione Sovietica. Nel volume Im Mörderlager Dachau: Vier Wochen unter den braunen Banditen rese pubbliche le informazioni riguardanti quello che lui definì il campo di omicidio a Dachau.

Ai primi di giugno le SS assunsero il controllo completo e alla fine dello stesso mese venne nominato comandante Theodor Eicke. Eicke isolò completamente la struttura dagli estranei; neppure ai vigili del fuoco era permesso entrare nei locali per verificare il rispetto delle norme antincendio. Il campo di concentramento di Dachau divenne da questo momento una zona al di fuori della legge.

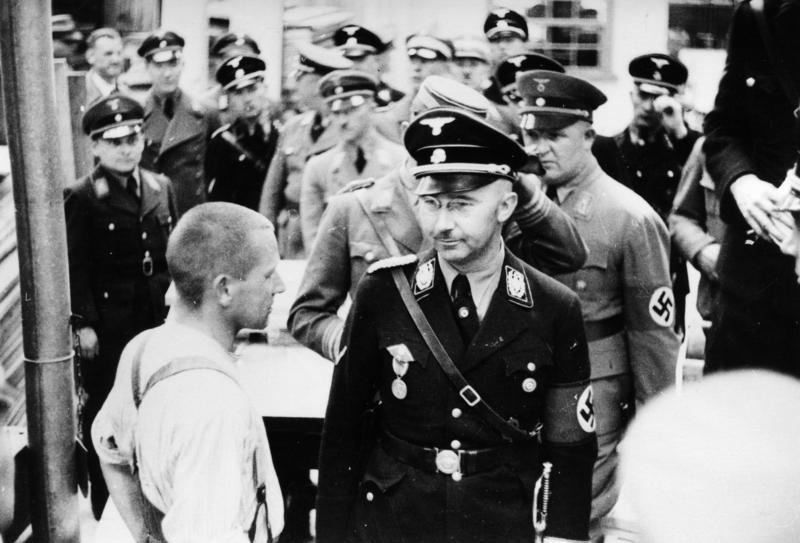
Heinrich Himmler in visita al campo di Dachau (1936) si sofferma a osservare le "fattezze ariane" di un prigioniero tedesco.

Il regime diventò sempre più forte, grazie alla polizia politica e alla magistratura. I sindacati divennero sempre più deboli, i partiti politici furono sciolti e la democrazia di fatto abolita; la radio e il cinema furono messi sotto controllo, ogni opposizione veniva ridotta al silenzio. Si diffusero sul territorio molte piccole strutture per raccogliere ed imprigionare i dissidenti, alla mercè dei politici nazisti locali.
Il 16 luglio 1933 sulla rivista Münchner Illustrierte Presse fu pubblicato un articolo di propaganda nazista dal titolo La verità su Dachau, che riportava una serie d'immagini. Avrebbe dovuto dissipare le voci emergenti sulle drammatiche condizioni di vita nel campo. Furono mostrate le fotografie dell'appello del mattino, della giornata tipo, con prigionieri puliti e in salute, sorridenti, in forma e ben trattati; foto che mostravano i loro abbondanti pasti, comprensivi di surrogato del caffè, pane, stufato e anche il pranzo della domenica, con minestra ed un pezzo di carne di maiale con insalata di patate. La realtà era assai diversa.

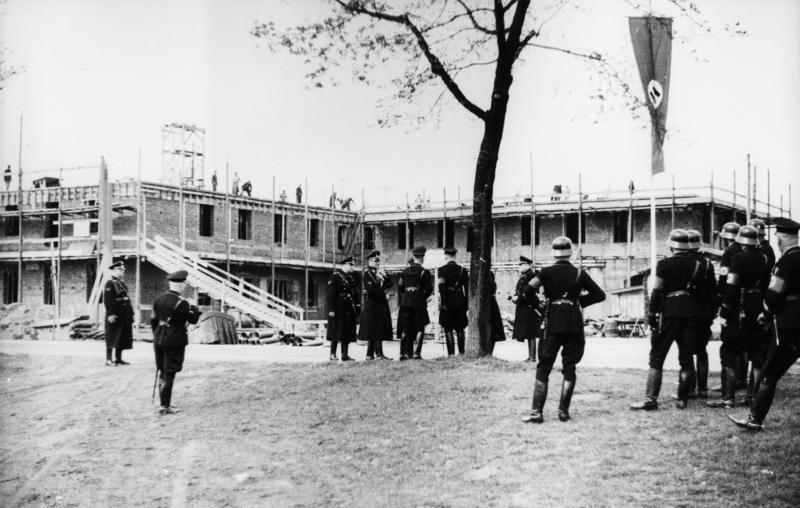
Lavori di ampliamento del campo in occasione di una visita di Himmler, 8 maggio 1936.

Vi era una biblioteca interna, contenente anche il Mein Kampf di Adolf Hitler per agevolare il programma di rieducazione. All'inizio di ottobre però fu emanato il regolamento definitivo del campo, che sostituì quello provvisorio preparato dal primo comandante Hilmar Wäckerle; questo nuovo programma, molto più rigido e spietato, fu l'inizio del terrore. Alla fine del 1933, dopo la liberazione dei 600 graziati, il campo conteneva quasi 5 000 prigionieri.
Durante il 1934 il potere di Himmler aumentò sempre più e contemporaneamente le SA furono estromesse dai giochi politici. Sempre nel corso del 1934 vennero chiusi vari campi non organizzati in modo adeguato e di conseguenza Dachau aumentò la sua importanza in tutta l'area della Baviera. Rimossi dalla SS e dalla Gestapo i vertici della SA e altri oppositori politici, in tre giorni (dal 30 giugno al 2 luglio 1934) furono assassinate almeno 150 persone, fra cui Ernst Röhm. 21 furono uccise nel campo di Dachau e altre centinaia arrestate. Tale avvenimento è conosciuto come La notte dei lunghi coltelli.

### Gli anni dal 1935 al 1939: le dimensioni crescono

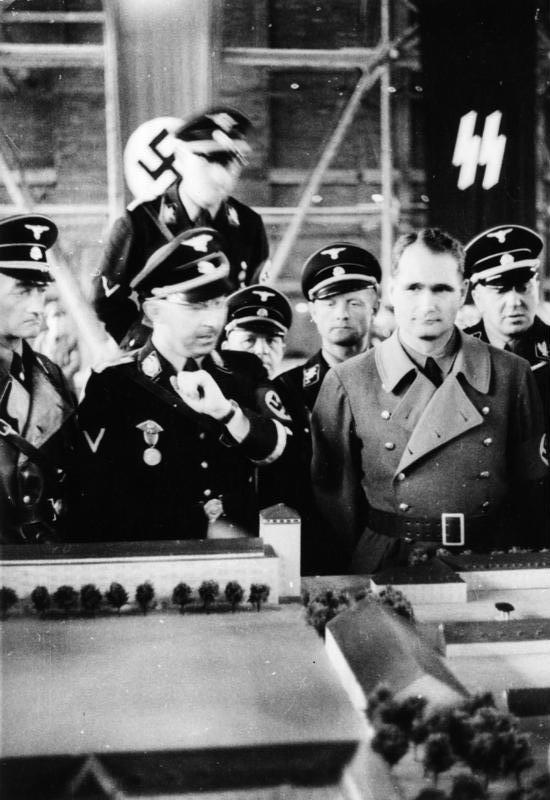
Visita di Himmler al campo. Qui con Rudolf Heß davanti ad un plastico in scala delle nuove grandi strutture di Dachau, 8 maggio 1936.

Con le leggi di Norimberga del 1935, Dachau rientrò nel quadro giuridico speciale che legittimava la sua esistenza. Vi furono internati nuovi gruppi di detenuti tedeschi, non solo oppositori politici, ma anche criminali comuni, zingari, ebrei, testimoni di Geova, omosessuali. Nel 1936 la polizia bavarese incominciò ad arrestare e a deportare, oltre ai malati mentali, i "parassiti dello Stato" - mendicanti, vagabondi, nullafacenti, sfruttatori di prostitute, bevitori abituali, autori di gravi infrazioni stradali e persone sociopatiche, classificati come "asociali". Un ulteriore giro di vite si ebbe in occasione delle Olimpiadi di Berlino del 1936. Nello stesso anno iniziarono i lavori per la costruzione dei nuovi edifici che avrebbero fatto diventare Dachau uno smisurato complesso, tra i più estesi del sistema concentrazionario nazista. Molti detenuti di Dachau, scelti tra i più pratici ed alacri, furono inviati in altri luoghi per cominciare a costruire nuovi campi di concentramento, divenuti col tempo tristemente noti anch'essi.
Gli anni successivi furono un periodo di transizione, col terrore ormai instaurato. Anche le più lievi mancanze disciplinari, come non togliersi il berretto o non riuscire a stare in piedi sull'attenti davanti a una SS, venivano punite con la tortura. Molto usata era quella chiamata tratti di fune: appendere la persona con le mani legate dietro la schiena senza che i piedi toccassero terra, in modo da slogare le braccia tra atroci dolori. Un prigioniero trovato con un mozzicone di sigaretta, anche nascosto in tasca, riceveva da 25 a 50 frustate. Altra punizione era "la scatola", un casotto delle dimensioni di una cabina del telefono, fatto in modo che il detenuto non potesse stare né in piedi, né seduto né tanto meno sdraiato; vi venivano stipati fino a 4 detenuti, lasciati lì dentro per tre giorni e tre notti, senza mangiare, bere o andare in bagno, dopodiché li aspettavano 16 ore ininterrotte di lavoro. Negli archivi della Wilhelmstrasse, documento 215, si parla di altre due famigerate sevizie, Moor-express e Piantagioni:
- Il Moor Express ("Espresso della palude") era una tortura psicofisica ideata dalle SS a Dachau: i prigionieri venivano aggiogati, come animali da soma, a pesantissimi carri che dovevano trascinare di corsa per trasportare carichi anche minimi da una parte all'altra del lager, per otto-dieci ore al giorno.
- Le Piantagioni erano dei veri e propri bagni penali. Vi finivano specialmente gli ecclesiastici ed ebrei che vi lavorano a mani nude in qualsiasi condizione meteorologica. Sul terreno strappato alla palude al costo di centinaia di vite umane si coltivavano soprattutto piante medicinali.

Vi era anche il Commando della Cava in cui solo nell'inverno del 1942 morirono di sfinimento trecento religiosi.

Si introdusse un nuovo sistema di identificazione dei gruppi di prigionieri, nel 1937 si ampliò notevolmente l'area demolendo la vecchia fabbrica di munizioni per far posto ad una nuova struttura che avrebbe accolto 6.000 nuovi internati. I lavori proseguirono per tutto il 1938: vennero costruite baracche di legno, un bunker, una fattoria con cucina e altri edifici. Nelle piccole celle del bunker avvenivano le segregazioni e torture. Al piazzale dell'appello ogni giorno, alla mattina e alla sera, si svolgeva l'appello generale. Nella cantina-bar si potevano comprare sigarette e ogni tanto anche alimentari come la marmellata di rape, la pasta di avena e i cetrioli. I detenuti avevano accesso anche al paradossale "museo del campo", che conservava le figure in gesso dei prigionieri caratterizzati da particolari menomazioni fisiche o tare ereditarie (senz'altro in ossequio al pregiudizio razziale nazista). A volte in questo museo, come fosse uno specie di zoo umano, venivano addirittura mostrati e anche percossi pubblicamente detenuti importanti, come il vescovo Kozal, politici, artisti, nobili, tra i quali i duchi di Hohenberg, i figli dell'arciduca Francesco Ferdinando (l'erede al trono austriaco assassinato a Sarajevo nel 1914).
Le prigioni di Dachau erano un lunghissimo edificio stretto dotato di numerose piccole celle dove erano rinchiusi i prigionieri noti tra i deportati come NN, la sigla di Nacht und Nebel (Notte e Nebbia). Non poteveno vedere nessuno né uscire mai all'aria aperta; l'isolamento totale poteva durare anni e portare facilmente alla pazzia. Il venerdì prima della domenica in cui il campo fu liberato dagli americani, le SS condussero sui "treni della morte" 8 000 prigionieri, tra cui i reclusi delle celle d'isolamento; di loro non si seppe più nulla.

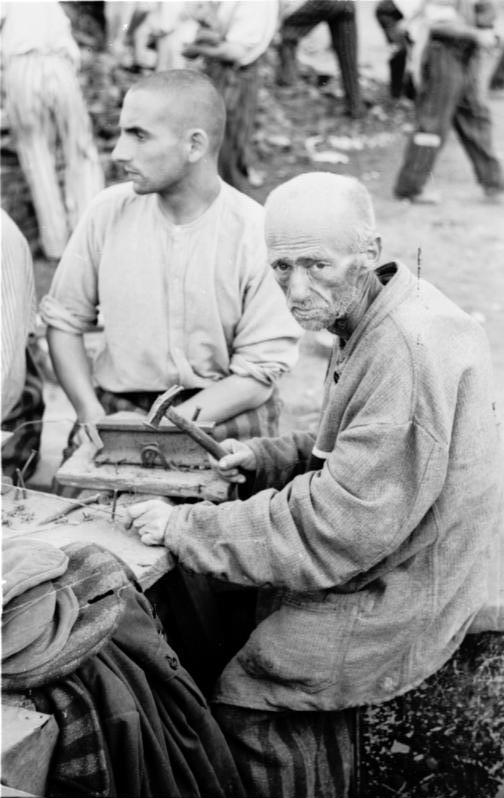
Prigionieri al lavoro forzato. Dachau, 28 giugno 1938.

Il 2 aprile 1938 arrivarono i primi denenuti provenienti dall'Austria da poco annessa con l'Anschluss. A metà agosto fu inaugurato il nuovo campo di Dachau, rimasto immutato fino al 1945. Sempre ad agosto venne scritta clandestinamente la drammatica Canzone di Dachau, una marcia con testo di Jura Soyfer (ebreo di origine ucraina trasferitosi a Vienna, arrestato e deportato a Dachau) e musica del compositore viennese Herbert Zipper, con il ritornello che ripeteva più volte "Arbeit macht frei". Esortava i compagni di prigionia a non lasciarsi sopraffare e abbrutire dal lavoro disumano e bestiale ma a reagire allo slogan Arbeit macht frei, trascendendolo anche con sofferenza e stoicismo in modo da riconquistare la dignità umana lesa dalla violenza nazista, a resistere con tutta la forza della disperazione e dell'orgoglio fino all'ultimo appello, quando le porte del lager si sarebbero aperte verso l'immancabile libertà. Dachaulied divenne l'inno della resistenza antinazista e regalò una speranza a milioni di condannati a morte durante l'Olocausto. 

Filo spinato carico di morte

è teso intorno al nostro mondo.

Sopra, un cielo senza pietà

manda gelo e raggi roventi.

Lontani da noi son tutti gli amici,

lontana è casa, lontane le donne

quando muti marciamo al lavoro,

a migliaia sul far del giorno.

Ma abbiamo imparato la parola d'ordine di Dachau

e l'abbiamo rispettata rigorosamente.

Sii un uomo, compagno,

rimani un uomo, compagno.

Fa' tutto il lavoro, sgobba, compagno,

poiché il lavoro, il lavoro rende liberi.

Arbeit macht frei!

Con addosso la canna dei fucili

noi viviamo notte e giorno.

La vita qui è per noi una lezione

più dura di quel che mai pensavamo.

Nessuno più conta giorni e settimane,

molti più nemmeno gli anni.

E poi tanti sono distrutti
e hanno perso il loro aspetto.

Arbeit macht frei!

Ma abbiamo imparato la parola d'ordine di Dachau

e l'abbiamo rispettata rigorosamente.

Sii un uomo, compagno,

rimani un uomo, compagno.

Fa' tutto il lavoro, sgobba, compagno,

poiché il lavoro, il lavoro rende liberi.

Arbeit macht frei!

Porta via la pietra, tira la carriola,

nessun carico ti sia troppo peso.

Quel che eri in giorni lontani

oggi non lo sei più da tempo.

Pianta la vanga nel terreno.

seppelliscici dentro la pena,

diverrai nel tuo sudore

anche tu pietra ed acciaio.

Arbeit macht frei!

Ma abbiamo imparato la parola d'ordine di Dachau

e l'abbiamo rispettata rigorosamente.

Sii un uomo, compagno,

rimani un uomo, compagno.

Fa' tutto il lavoro, sgobba, compagno,

poiché il lavoro, il lavoro rende liberi.

Arbeit macht frei!

Una sola volta chiamerà la sirena

all'ultimo appello di conta.

Fuori dunque, dove siamo,

compagno, tu sei presente.

La libertà ci sorriderà serena,

si va avanti con nuovo coraggio.

E il lavoro che facciamo,

questo lavoro, diventa buono.

Arbeit macht frei!
Nel frattempo le ispezioni internazionali lasciavano soddisfatti gli ispettori. Il 19 agosto Guillaume Favre, membro del Comitato internazionale della Croce Rossa, scrisse un commento molto favorevole, ignorando ciò che realmente avveniva dentro le recinzioni. Ad ottobre arrivarono i primi prigionieri dai Sudeti, in maggioranza ebrei. Diversi di questi vennero poi liberati, ma invitati ad espatriare, lasciando nei luoghi di origine i loro beni, che vennero comprati a poco prezzo dai tedeschi. Il 10 e 11 novembre, subito dopo la Notte dei cristalli, furono internati 10 911 ebrei tedeschi e austriaci.
Nel corso del 1939, prima dello scoppiò della seconda guerra mondiale, le persecuzioni contro gli ebrei si rafforzarono ancor di più e vennero emanate nuove leggi per privarli delle loro proprietà. Intanto furono anche internate centinaia di zingari sinti e rom. In occasione dell'anniversario dell'Anschluss vennero messi in libertà molti austriaci. La guerra ormai era alle porte.

### Dal 1939 al 1941: inizia la guerra ed arrivano i primi prigionieri dal fronte

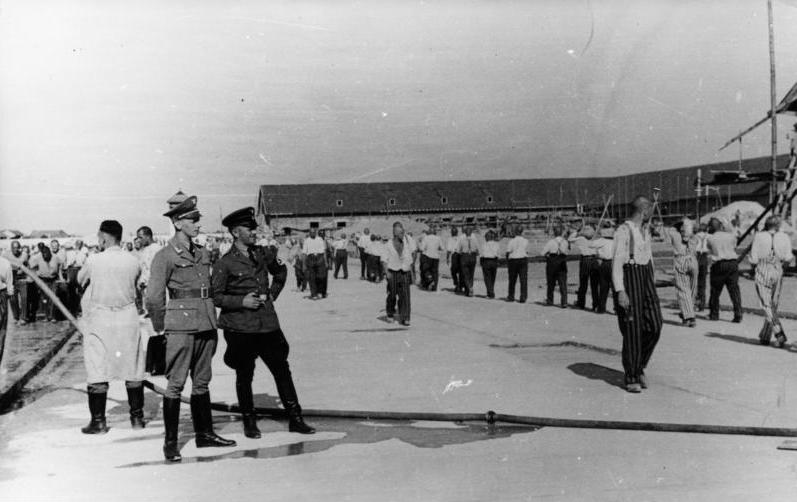
Internati al lavoro sorvegliati da SS ed altro personale del campo.

Il 1º settembre 1939, con l'invasione della Polonia, scoppiò la seconda guerra mondiale. Cominciarono ad arrivare nel campo sempre più prigionieri provenienti dai paesi occupati. L'anno seguente vi furono circa 15.000 detenuti polacchi, impiegati sia nell'industria bellica, sia nelle altre attività industriali, nelle cave e ovunque servisse la manodopera a basso costo.
Le nuove normative in tema di eutanasia emanate da Hitler ridussero il numero di prigionieri in cattivo stato di salute, poiché essi vennero semplicemente uccisi. Tra il 27 settembre 1939 e 18 febbraio 1940 molti furono trasferiti in altri campi, come Buchenwald, Mauthausen e Flossenbürg.

All'inizio del 1940 il controllo del campo passò alla sezione delle SS che curava gli armamenti e si aprirono fucine, falegnamerie e sellerie. Era l'anno in cui uscì il film di Charlie Chaplin Il grande dittatore, dove si parla anche dei campi di concentramento.

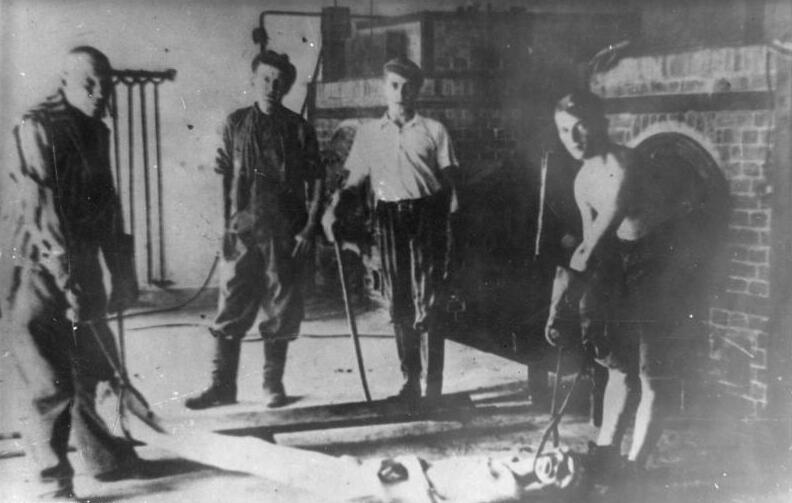
Ex prigionieri del Sonderkommando di Dachau fotografati dagli Americani mentre eseguono una dimostrazione della tecnica usata per introdurre i cadaveri nei forni crematori ora spenti (1945).

Sempre nel 1940, di fronte al forte aumento del numero dei morti, si rese necessaria la costruzione di un crematorio nell'area alberata all'estremità del campo. In un capannone di legno, camuffato da casa in stile bavarese, fu installato un forno crematorio J.A. Topf und Söhne a doppia muffola (modello identico a quello che la stessa ditta installò a Gusen di Mauthausen). Il Reich diede inizio a un programma di sterminio degli oppositori attraverso il lavoro forzato e la denutrizione.
Molti furono i religiosi rinchiusi a Dachau, principalmente nel blocco 26 e in misura minore nel 28. In virtù degli accordi con il Vaticano che prevedevano di riservare un trattamento migliore ai sacerdoti reclusi e di non cremare quelli eventualmente deceduti, a gennaio 1941 nel blocco 26, denominato "Blocco dei preti", fu costruita su ordine di Himmler una cappella provvisoria. Un sacerdote poté celebrare la messa ogni giorno sotto la supervisione di una SS. Ad aprile, grazie ai finanziamenti del Vaticano, a tutto il clero cattolico vennero concesse migliori razioni di cibo, ma il privilegio suscitò una reazione negativa in altri detenuti e a settembre fu annullato per evitare disordini.
Nel 1941 venne creata in infermeria una stazione sperimentale, che iniziò le attività con un trattamento omeopatico su 114 pazienti affetti da tubercolosi. Kapo in infermeria, per tutti i 6 anni della guerra, fu il detenuto Josef Heiden.

Il 1º giugno fu istituito il registro dei decessi. Fino ad allora il numero totale di essi, in base al registro del comune di Dachau, era di 3.486. Da ottobre 1941 arrivarono migliaia di prigionieri di guerra sovietici. Durante la guerra contro l'Unione Sovietica vennero reclusi a Dachau ragazzi tra i 12 e i 15 anni e perfino di 7 anni; la loro sorte è ignota.

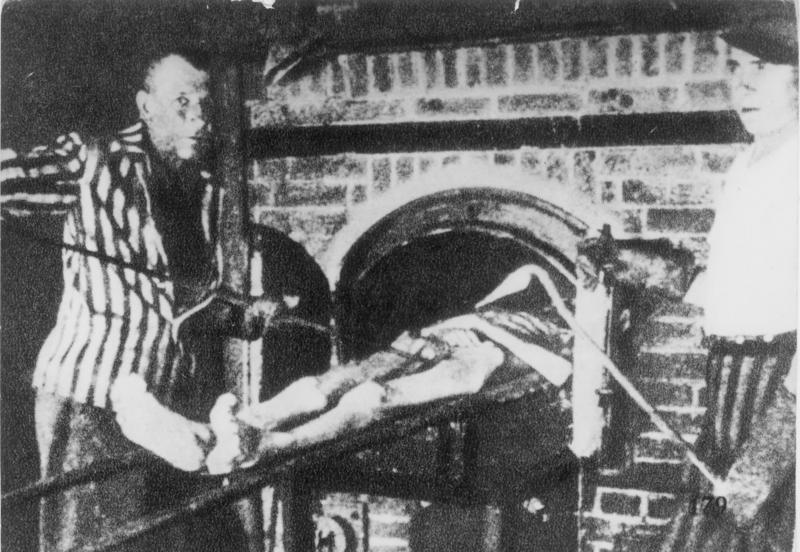
Foto finale della dimostrazione sull'uso dei forni crematori da parte del Sonderkommando (1945).

Nel 1941 la Germania risultava vincitrice su tutti i fronti; l'esaltazione paranoide di Hitler era al massimo: vedeva concretizzarsi il suo ideale di un nuovo potere mondiale nazista e prometteva "mille anni di felicità al popolo tedesco". La vittoria sembrava vicina e nel nuovo ordine nazista non c'era posto per gli "indesiderabili", fossero essi ebrei, polacchi, sovietici che volevano ribellarsi al padrone tedesco, come anche zingari, oppositori politici, asociali o coloro che conducevano una "vita indegna". Secondo Hitler, i nemici del Reich andavano eliminati senza pietà, "in un sol colpo" e una volta per sempre. Himmler le chiamava "grandiose azioni previste" ed eseguiva. Di conseguenza i campi in mano alle SS diventarono praticamente tutti campi di sterminio, da attuarsi soprattutto con il lavoro, mentre le Einsatzgruppen erano unità mobili di sterminio. Dall'espropriazione coatta dei beni di milioni di ebrei, slavi, zingari e deportati di ogni altra nazionalità si ricavarono tonnellate d'oro, platino, argento e di altri metalli, oggetti e pietre preziose, valute nazionali e straniere, titoli del Tesoro e azioni per miliardi di marchi, beni mobili e immobili, opere d'arte, suppellettili, masserizie, oggetti personali come calzature, pellicce pregiate ecc. Il lavoro a costo zero di milioni di lavoratori schiavi e la pulizia etnica di immensi territori destinati all'annessione e alla germanizzazione tramite il reinsediamento etnico. Più si deportava, più si uccideva e più si guadagnava. Il valore dell'immenso tesoro sottratto è difficile da stimare a tutt'oggi.
A Dachau le SS si esercitavano al tiro sparando su prigionieri di guerra sovietici, prima nel cortile del bunker, poi nel poligono a Hebertshausen. Le vittime divennero subito migliaia. Si calcola che vennero uccise circa 30 000 persone, in gran parte da quel momento in avanti. Altre migliaia morirono di fame e di stenti a causa delle pessime condizioni di vita nel campo.

### Gli anni dal 1942 al 1944: decessi e uccisioni
La stragrande maggioranza dei decessi tra gli internati a Dachau avvenne negli anni 1942-45. In conseguenza del numero crescente di morti e di uccisioni, l'unico forno crematorio disponibile non fu più in grado di far fronte al compito d'incenerire tale massa di vittime.
Nel 1942 si rese quindi necessaria la costruzione di un nuovo grande crematorio in muratura, denominato Baracke X, che venne edificato accanto al primo, e di una sala d'incenerimento con quattro forni "Reform" (modello TII), installati dalla ditta Heinrich KORI GmbH di Berlino e realizzati con doppie porte per ridurre l'esplosione di calore quando venivano aperti. Un'ampia camera a gas fu completata solo nel 1944.
Si noti che i forni di Dachau, come quelli di altri lager nazisti, non furono "forni crematori" nel senso più stretto del termine; un forno crematorio è progettato per cremare un corpo alla volta, seguendo un preciso ciclo di riscaldamento, incenerimento, raffreddamento e recupero delle ceneri. Un forno che invece crema corpi in modo continuo è chiamato più esattamente "inceneritore": le cremazioni si effettuano senza raffreddamento né recupero delle ceneri, i nuovi corpi vengono gettati nel forno senza aspettare la fine della cremazione precedente. Questo consente di risparmiare sul combustibile e sul ricambio dei mattoni refrattari e rende il costo di gestione di un inceneritore notevolmente inferiore a quello di un crematorio, con un'efficienza assai più elevata. La stessa ditta costruttrice, nelle sue istruzioni per l'uso ottimale dei forni crematori, conferma: «Nel forno crematorio a doppia muffola, riscaldato a coke, possono essere cremati dai 50 ai 100 cadaveri al giorno. Inoltre, ove l'azienda lo richieda, le cremazioni possono essere effettuate incessantemente giorno e notte, senza che ciò comporti un sovraccarico per il forno. I mattoni refrattari durano di più se nel forno è mantenuta costante una temperatura uniforme.» Si stima che a pieno regime ci volessero circa 10-15 minuti per cremare un corpo. Neanche questa drammatica capacità distruttiva dei crematori fu sufficiente a smaltire le vittime, tanto che si dovettero scavare anche le fosse comuni.
Gli storici dell'United States Holocaust Memorial Museum, a proposito della camera a gas di Dachau, affermano che "non esiste alcuna prova credibile che la camera a gas della baracca X sia mai stata usata per assassinare esseri umani", aggiungendo che per uccidere i prigionieri le SS impiegavano anche il poligono di tiro e il patibolo, che si trovavano nell'area dei forni crematori. Anche gli storici di Yad Vashem scrivono che «nel 1942 a Dachau fu costruita una camera a gas, ma non fu messa in uso». Un altro metodo utilizzato per sopprimere i prigionieri non più adatti al lavoro fu anche quello delle iniezioni letali, in particolare a partire dal 1942.
A gennaio del 1942, alla conferenza di Wannsee, «si discusse con esattezza la categoria di persone interessate dai provvedimenti, [fu concordata] la procedura per deportare 11 milioni di persone da destinare ai lavori forzati in condizioni di vita dure e disumane e infine uccidere con "modalità" non meglio definite i sopravvissuti e gli inabili al lavoro». Erroneamente si crede che nella conferenza di Wansee fosse stato deciso lo sterminio degli ebrei; in realtà questo genocidio era stato deciso assai prima, pare nella seconda metà del 1940, insieme a quello delle popolazioni slave: 50 milioni di persone in 50 anni (vedasi Generalplan Ost). È da tener presente che prima della stessa conferenza, il 29 e il 30 settembre 1941, erano già state compiute uccisioni massive come il massacro di 33 771 ebrei di Kiev a Babij Jar, non in camere a gas, ma con fucilazioni di massa ai bordi di enormi fosse comuni in quello che è anche conosciuto come "Olocausto dei proiettili".

#### La sperimentazione su esseri umani e le condizioni di vita nel campo
Il campo fu teatro di numerosi esperimenti sui detenuti; nel gergo le cavie umane venivano chiamate Versuchskaninchen. Questi esperimenti, il più delle volte mortali, avevano lo scopo di trovare rimedi per i problemi dei soldati dell'esercito nazista impegnati su fronti diversi, come nel caso del congelamento in acqua o alta pressione in volo, tubercolosi e altre malattie per cui si studiavano nuovi farmaci. Il 22 febbraio iniziarono le sperimentazioni su vasta scala e i medici vennero incaricati di testare gli effetti sull'organismo umano della permanenza ad alta quota e della caduta improvvisa da una grande altezza: tali studi servivano per i piloti della Luftwaffe. Venne appositamente costruita una camera a vuoto tra il blocco 5 e le baracche adiacenti. La serie di prove nella seconda metà di maggio 1942 costò la vita a circa 200 detenuti. Tra i medici coinvolti è da ricordare Wilhelm Beiglböck, giudicato e condannato nel processo di Norimberga. Quasi contemporaneamente Claus Schilling iniziò i primi esperimenti sull'uso dei farmaci contro la malaria e le malattie tropicali. 1 100 prigionieri vennero infettati e utilizzati come cavie. A giugno fu istituita una stazione di ricerca biochimica sotto la direzione di Heinrich Schütz.
Altri esperimenti consistevano nel far bere acqua salata o congelare un ebreo in acqua fredda per poi cercare di rianimarlo; fu tentata persino la rianimazione con il calore animale usando le prostitute del campo. Ciò poteva servire a un aviatore tedesco in caso di atterraggio col paracadute e svenimento per il freddo. Furono ritrovate delle lettere di medici nazisti che ammettevano di aver annegato le cavie umane ancora svenute. Per sperimentare i nuovi farmaci, veniva inoculata la malaria, batteri del tetano, del tifo petecchiale, della tubercolosi e della peste, fortemente settici; veniva provocata la gangrena. Sugli ebrei si tentarono inoltre esperimenti di sterilizzazione con raggi X e con sostanze acide iniettate alle donne nelle parti intime. Furono amputati arti, teste, organi e ricavati scheletri per le università tedesche.
Malgrado le uccisioni e le sperimentazioni, le condizioni di vita divennero più accettabili per quella parte di prigionieri che era utilizzata come forza lavoro. Allo stesso tempo le nuove disposizioni di Himmler fecero affluire ai vari campi sempre più ebrei. Alla fine del 1942 scoppiò un'epidemia di tifo, trasmessa dai pidocchi per le scarse condizioni igieniche. Il campo venne messo in quarantena e pertanto le SS non vi entrarono per alcuni mesi, sino al 15 marzo 1943, con un po' di sollievo per gli internati. Subito dopo, però, per gli atti di sabotaggio si registrarono le esecuzioni di un numero compreso tra gli 800 e i 1 000 prigionieri.

#### L'utilizzo di strutture esterne per le uccisioni di massa

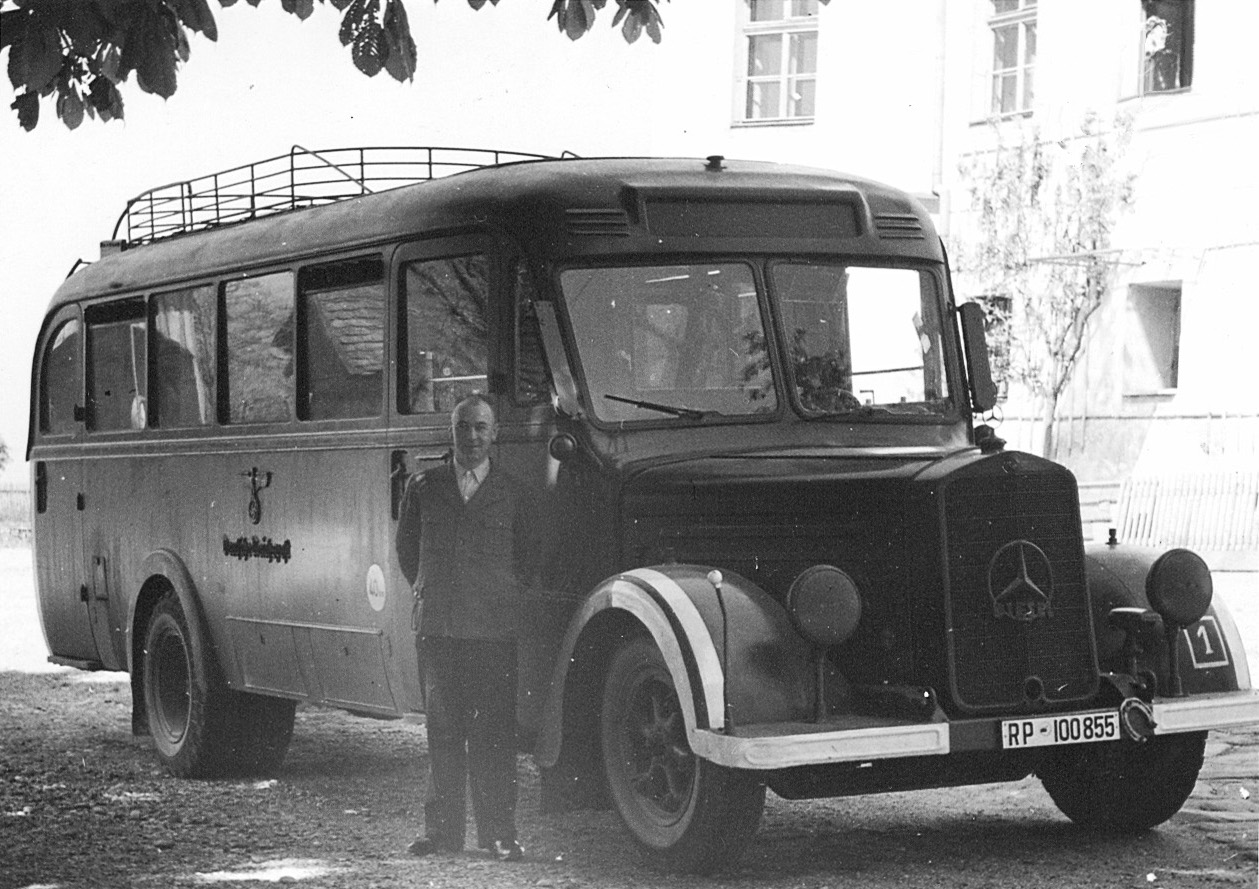
L'autobus blu destinato al trasferimento di disabili e inabili al lavoro provenienti dai lager, per essere uccisi nella camera a gas del Castello di Hartheim. Non si hanno testimonianze dirette di cosa avvenne in realtà in quel luogo poiché delle circa 30000 persone che vi furono inviate nessuna sopravvisse per poterlo poi raccontare.

A partire dal 2 gennaio 1942 si iniziò a trasferire prigionieri disabili e improduttivi da Dachau al castello di Hartheim, centro di eutanasia nazista legato all'Aktion T4, presso Linz in Austria, per eliminarli con il gas. Più esattamente i deportati selezionati per essere soppressi seguivano l'Aktion 14F13, l'azione più segreta e specifica per l'uccisione di prigionieri malati, invalidi, fisicamente esauriti e comunque inabili al lavoro. I nazisti, colossali imprenditori di manodopera schiava, li consideravano bocche inutili da sfamare, "zavorra umana" (Ballastexistenzen) da far sparire. Nella logica criminale nazista qualunque prigioniero considerato un "peso morto", inutile e costoso per l'economia del Reich, andava condannato a morte immediata; prima lo si eliminava e più si risparmiava.
Il centro di sterminio di Hartheim, avviato il 1º settembre 1939, era chiamato in modo sarcastico il "Sanatorio di Dachau", per tacerne le reali finalità omicide. Nel primo anno ci furono 32 spedizioni con circa 3 000 deportati uccisi. In questo castello giunsero i trasporti da vari lager, tra cui Dachau e Mauthausen-Gusen per un totale di circa 8 066 vittime riconosciute. Si stima che vi furono assassinate circa 30 000 persone; 3 166 vittime provenivano da Dachau (nel periodo 1942-44).
Nel 1943 nel territorio circostante a Dachau si iniziò la costruzione di più di 150 campi satelliti per lo sfruttamento del lavoro forzato per l'industria bellica del Reich.

### Dal 1944 alla liberazione
Nel 1944, a causa dello spostamento del fronte, i campi di concentramento ad est vennero evacuati. A febbraio nel cortile del crematorio le SS fucilarono 31 ufficiali sovietici. L'11 maggio venne creato un bordello (chiuso poi verso la fine dell'anno), con sei donne arrivate da Ravensbrück, allo scopo di premiare e incentivare il lavoro straordinario. Il 6 luglio arrivarono i detenuti dal campo di Compiègne: su 2 521 persone 984 giunsero già morte. Contemporaneamente gli uffici delle SS ricevettero via radio la notizia dello sbarco alleato in Normandia. Nel frattempo gli esperimenti medici continuavano, ad esempio quello sull'utilizzo di acqua di mare da bere che coinvolse 44 sinti e rom. 

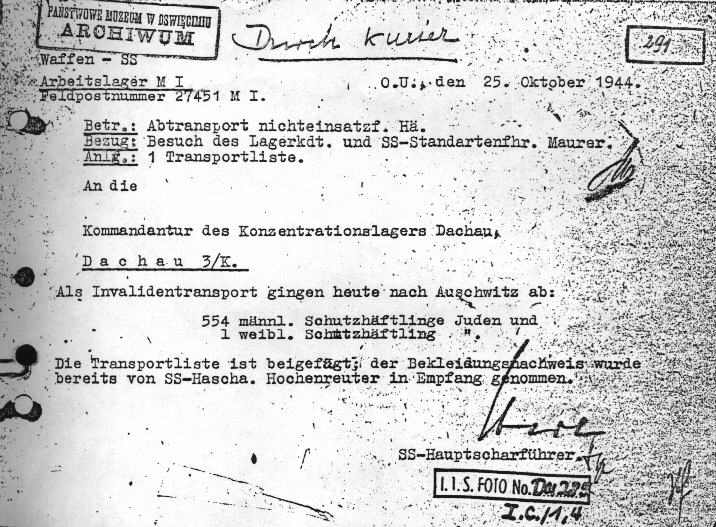
Documento originale, del comando di Dachau, riguardante un trasporto di prigionieri da Mühldorf ad Auschwitz. (25 ottobre 1944).

Nell'agosto del 1944 all'interno di Dachau fu aperto un campo femminile; il primo convoglio proveniva da Auschwitz-Birkenau. Nel campo principale vi furono solo diciannove guardie donne, molte delle quali rimasero in servizio fino alla liberazione, e in totale sessantatré prestarono servizio nei vari sottocampi del complesso di Dachau. Si conoscono i nomi di sedici di esse: Fanny Baur, Leopoldine Bittermann, Ernestine Brenner, Anna Buck, Rosa Dolaschko, Maria Eder, Rosa Grassmann, Betty Hanneschaleger, Ruth Elfriede Hildner, Josefa Keller, Berta Kimplinger, Lieselotte Klaudat, Thereia Kopp e le graduate Eleonore Bauer, Rosalie Leimboeck e Thea Miesl.
Nell'autunno del 1944 il campo era sovraffollato: le camerate destinate a 52 persone ne ospitavano da 300 a 500. Vennero uccisi altri 92 ufficiali sovietici nel cortile del crematorio. Intanto nei campi satelliti oltre 10 000 ebrei persero la vita per le condizioni disumane e lavoro forzato. Verso la fine dell'anno a Dachau e nei campi esterni si trovavano oltre 63 000 persone. Le condizioni igieniche, assolutamente inadeguate, a novembre portarono ancora una volta a un'epidemia di tifo. I tassi di mortalità aumentarono: 403 morti ad ottobre, 997 a novembre e 1 915 a dicembre. 
A settembre del 1944 i successi degli Alleati, che avanzavano sempre più in profondità nei territori occupati dai nazisti, crearono nel campo un clima di attesa fervente per la liberazione nei detenuti e di angoscia nei loro aguzzini. Un gruppo di prigionieri impiegati in infermeria diede vita all'I.P.C. (Comitato internazionale dei prigionieri), composto all'inizio dall'albanese Kuci, il polacco Malczewski, il belga Haulot e il canadese O'Leary, che iniziarono a contattare anche rappresentanti di altre nazionalità. L'I.P.C. divenne subito un punto di riferimento per tutti i detenuti e incominciò ad organizzare una sorta di resistenza interna, per ridurre al massimo le conseguenze delle pessime condizioni nelle quali versava il campo a causa del sovraffollamento.
Il 17 dicembre il vescovo francese Gabriel Piguet ordinò segretamente sacerdote il diacono Karl Leisner (beatificato da papa Giovanni Paolo II nel 1996). 
Con l'inizio del 1945 arrivarono sempre più numerosi prigionieri da altri campi, evacuati per l'avvicinamento del fronte. Il sovraffollamento e le epidemie endemiche, come la febbre tifoide, fecero salire ancora il numero dei decessi: 2 903 morti in gennaio, 3 991 in febbraio e 3 534 in marzo. Morirono pure molti medici ed infermieri contagiati. Agli inizi di aprile, con gli Alleati ormai vicini, le SS cominciarono a bruciare i documenti e l'avvicendamento al comando divenne più rapido. A metà aprile 1945 i sottocampi di Kaufering, Augusta e Monaco vennero abbandonati, tutte le guardie furono trasferite a Dachau, e alcune di loro fornirono ai prigionieri diverse pistole poco prima della liberazione del campo, nella speranza di aver salva la vita nel dopoguerra.

## Ultimi giorni di Dachau
Gli ultimi giorni di attività del campo videro ancora l'arrivo di nuovi detenuti, ad esempio da Buchenwald, stremati e spesso morti durante i trasferimenti. Il 28 aprile il nuovo comandante Max Ulich, che voleva evitare inutili perdite contro le forze statunitensi, organizzò la resa. Nella città di Dachau scoppiò una rivolta, che coinvolse anche i prigionieri. Dalla radio giungevano ancora ordini di resistere, ma ormai non era più possibile evitare la capitolazione.
Le marce della morte furono la forma di sterminio tardiva ma voluta e pianificata. Himmler ordinò di eliminare tutti quelli che non fossero in grado di proseguire; il 14 aprile 1945 emanò l'ordine di massacro totale dei prigionieri; nessun deportato doveva cadere vivo nelle mani degli alleati. I superstiti furono caricati a migliaia su diverse navi minate tedesche come il Cap Arcona e il Deutschland per essere affondati nel Mar Baltico e a migliaia vi morirono, ironia della sorte, per i bombardamenti degli alleati, convinti di colpire i nazisti.
Un deportato proveniente da Hersbruck raccontò la sua lunga marcia della morte attraverso la Germania per finire a Dachau. Percorse l'ultimo tratto su un vagone ferroviario insieme ai compagni stremati; all'arrivo alla piccola stazione del campo tutti tranne lui erano ormai morti: «Di cento che eravamo stati fatti salire su quel carro, solo io riuscii a scendere, gli altri erano tutti morti durante la nottata.»
L'ultimo leader dei prigionieri fu l'antifascista Oskar Müller, che divenne in seguito ministro del lavoro del Land tedesco dell'Assia. Secondo i racconti di padre Johannes Maria Lenz, Müller inviò due detenuti per sollecitare l'esercito americano a liberare il campo, dato che i nazisti si stavano preparando ad uccidere tutti gli internati ancora vivi.
Dachau venne utilizzato come campo centrale per i prigionieri di religione cristiana: secondo i resoconti della Chiesa Romana, vi furono imprigionati quasi 3.000 religiosi, diaconi, sacerdoti e vescovi. Le figure particolarmente importanti furono Karl Leisner e Martin Niemöller (teologo protestante e leader della resistenza anti-nazista). 
In totale a Dachau vennero internati più di 200 000 prigionieri provenienti da 30 diversi paesi.

### 29 aprile 1945: la liberazione di Dachau

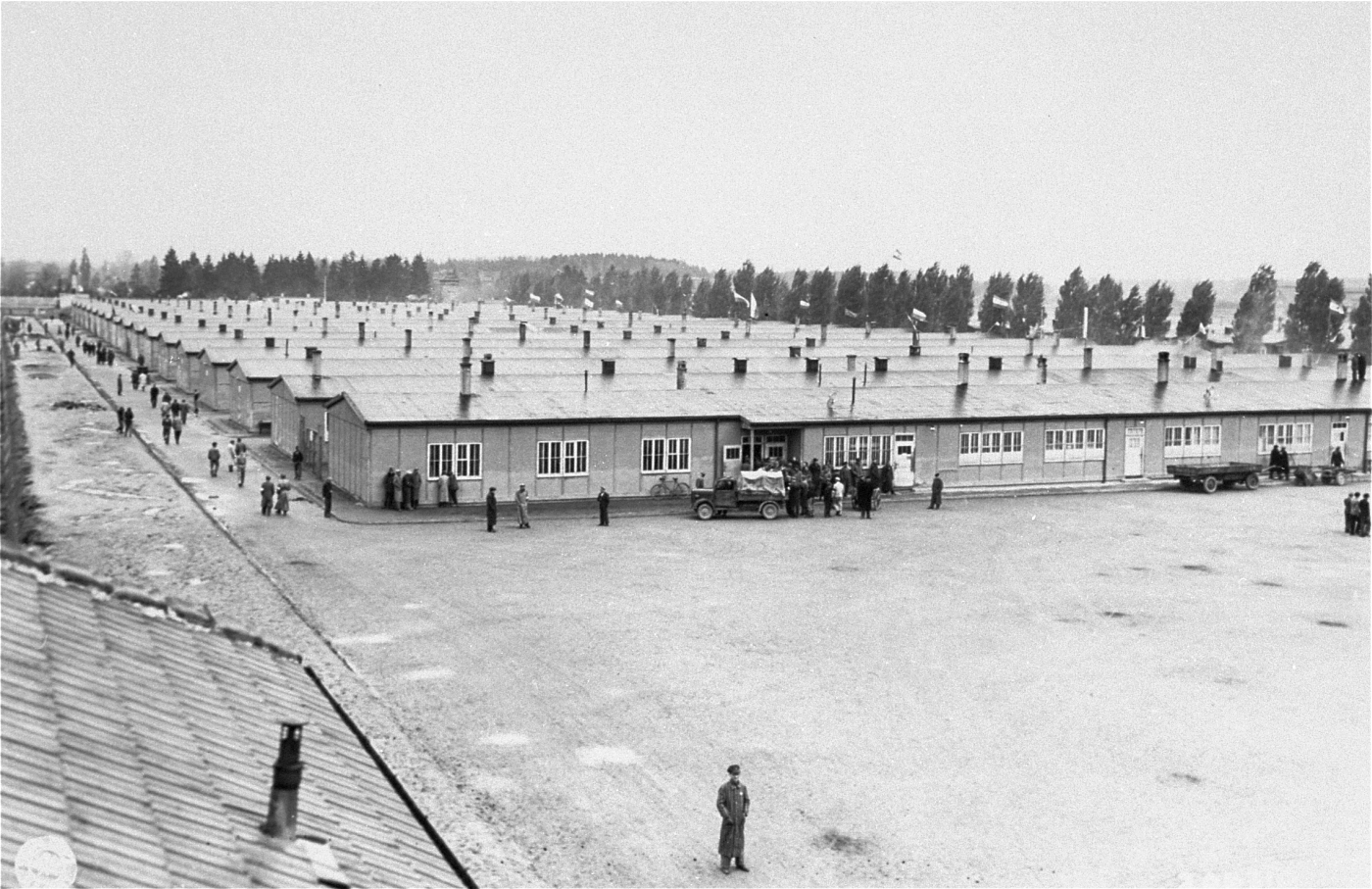
Scorcio del campo di Dachau nei primi giorni della Liberazione (Foto del 3 maggio 1945).

Domenica 29 aprile 1945, il giorno prima che Hitler si suicidasse, entrarono nel campo di Dachau due divisioni di fanteria statunitensi, la 42ª e la 45ª. I pochi uomini delle SS-Totenkopfverbände rimasti opposero poca resistenza. Il campo di concentramento di Dachau fu il penultimo dei grandi campi ad essere liberato, sei giorni prima di Mauthausen (il 5 maggio 1945). Al suo interno vi erano ancora 32 335 prigionieri.
Il primo carro armato americano entrando a Dachau sparò due cannonate demolendo una torretta; con altre due aprì una breccia nel muro opposto al cancello rendendo visibili per la prima volta ai prigionieri le dieci ville degli ufficiali nazisti, che si trovavano all'esterno.
Fuori dal lager infuriava una battaglia, che durò dalla mattina fino alle cinque del pomeriggio; dall'esterno gli americani avvertivano i prigionieri con i megafoni in tutte le lingue di rifugiarsi nelle baracche per evitare pallottole vaganti.
Ecco come il tenente colonnello Walter Fellenz della Settima Armata americana descrisse il saluto dei superstiti all'arrivo degli americani a Dachau:
"A diverse centinaia di metri all'interno del cancello principale abbiamo trovato il campo di concentramento. Davanti a noi, dietro un recinto elettrificato di filo spinato, c'era una massa di uomini, donne e bambini plaudenti, mezzi matti, che salutavano e gridavano di gioia – i loro liberatori erano arrivati! Il rumore assordante del saluto era di là della comprensione! Ogni individuo degli oltre 32 000 che poteva emettere un suono lo faceva, applaudiva e urlava parole di giubilo. I nostri cuori piangevano vedendo le lacrime di felicità cadere dalle loro guance".
Gli americani furono condotti da alcuni prigionieri sovietici nel bunker sotterraneo dove si effettuavano gli esperimenti e gli interventi chirurgici su cavie umane; qui trovarono venti donne e dieci guardie delle SS che si erano nascoste sperando di farla franca; li arrestano immediatamente. Osservarono gli strumenti e la sala operatoria dove si asportavano, tra l'altro, organi da individui sani per essere inviati alle università tedesche. Videro un montacarichi che portava in superficie i cadaveri mutilati pronti per essere messi su carri tirati a mano ed avviati ai forni crematori; rimasero allibiti venendo a sapere dai testimoni che si operava anche in vivisezione senza anestesia. Gli americani giravano per la struttura ripetendo in continuazione: "Orrendo!" Tra i primi fotografi che entrarono nel campo vi fu anche Lee Miller Penrose, famosa modella di Vogue divenuta poi una fotoreporter di guerra.
Da Dachau le truppe statunitensi marciarono verso Monaco di Baviera, poco distante, ed entrarono in città il giorno successivo. I sottocampi vennero liberati lo stesso giorno, compreso quello di Kaufering/Landsberg, dove era rinchiuso Viktor Frankl. Sempre il 30 aprile vennero raggiunti e liberati anche i convogli nelle vicinanze carichi di prigionieri, tra cui Max Mannheimer, che si trovava su un treno nei pressi di Seeshaupt.

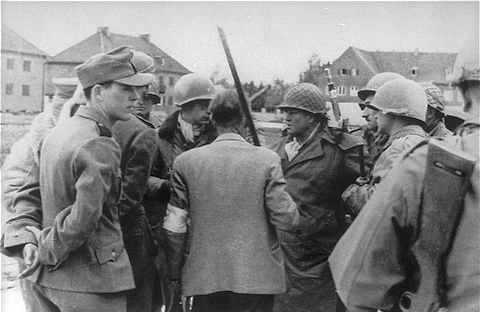
Soldati delle SS e il generale Henning Linden durante il passaggio delle consegne, a seguito della liberazione del campo di concentramento. Il generale USA è al centro col casco con la rete.

La liberazione di Dachau e la scoperta degli orrori che vi avvenivano lasciarono sgomenta l'opinione pubblica britannica e statunitense, non solo perché era il secondo campo di concentramento ad essere liberato dagli Alleati occidentali, ma anche, e soprattutto, perché fu il primo sito ad ovest nel quale si venne pienamente a conoscenza del reale dramma dei lager nazisti. Gli americani trovarono oltre 32 000 prigionieri in condizioni pietose e altri 1 600 ormai in fin di vita in 20 baracche. Scoprirono inoltre 39 vagoni ferroviari con un altro centinaio di cadaveri ammassati.
Anche dopo la liberazione i decessi continuavano; i morti in avanzato stato di decomposizione rischiavano di provocare gravi epidemie oltre a quelle già in atto. Si fecero riaccendere i forni e in quattro giorni furono cremati 741 corpi, ma non bastò. Il futuro scrittore J. D. Salinger, all'epoca soldato, anni dopo disse alla figlia: "È impossibile non sentire più l'odore dei corpi bruciati, non importa quanto a lungo tu viva."
Si rese subito necessario scavare vaste e profonde fosse comuni e con le ruspe gettarvi dentro cadaveri in numero impressionante. Soldati americani, pur avvezzi alle più crude atrocità della guerra, qui, a Dachau, piangevano nel vedere quegli scheletri viventi in laceri "pigiami" a strisce, sporchi, traballanti fantasmi ancora in piedi, dagli enormi occhi assenti, che venivano piano piano loro incontro e che provavano a sorridere o a parlare; molti crollavano a terra, un guizzo e spiravano; nel gergo del lager si chiamavano muselmann (musulmani), perché, stremati, cadevano spesso in ginocchio con le braccia in avanti e il capo chino come nella tipica posa della preghiera islamica. Morivano anche i detenuti che finalmente ebbero la possibilità di mangiare a sazietà: il loro stomaco si era troppo ristretto, e una porzione normale lo faceva letteralmente scoppiare (la fame nel campo era tale che si arrivò persino a cibarsi di topi e vi furono anche diversi episodi di cannibalismo su cadaveri).
Per disinfettare il campo dai pidocchi e altri parassiti, gli americani usarono il DDT, ancora sconosciuto in Europa. Nonostante le cure, in quello spaventoso maggio del 1945 i morti si contavano a migliaia. A luglio 1945 il campo fu convertito in prigione per graduati e ufficiali delle SS, e al suo interno si tennero le sedute del tribunale militare per il processo che riguardò i crimini commessi a Dachau (fino al 1948). In seguito fece da ricovero per i profughi tedeschi.
Il 16 ottobre 1946 i forni crematori di Dachau si riaccesero per l'ultima volta, ma ora a finirci dentro furono gli stessi apostoli del nazismo: vennero cremati i cadaveri dei gerarchi nazisti condannati all'impiccagione per crimini contro l'umanità al Processo di Norimberga. Hermann Göring, von Ribbentrop, Keitel, Kaltenbrunner, Rosenberg, Frank, Frick, Streicher, Sauckel, Jodl, Seyß-Inquart passarono per il famigerato camino e le loro ceneri vennero poi gettate nel rio Conwentz.

### Dal 1945 al 1948: la gestione americana. Processi e detenzione di militari e criminali di guerra tedeschi
Su ordine del comando americano, Dachau inizialmente fu messo in quarantena a causa dell'epidemia di tifo che, unita alla malnutrizione che aveva indebolito i prigionieri, decimò i sopravvissuti, provocando oltre 2 000 decessi. Durante questa emergenza il campo servì come carcere e come rifugio per le persone senza fissa dimora ed ex-malati. In quei giorni fu costituito Comitato internazionale degli internati. Da luglio 1945 fino al 1948 le autorità militari statunitensi utilizzarono il campo di Dachau per i prigionieri militari tedeschi e criminali di guerra, arrivando anche a 30 000 internati.
A settembre 1948 l'esercito americano consegnò il sito alle autorità bavaresi che lo adibirono a campo profughi.

## Il massacro di Dachau
Nel corso della giornata della liberazione, il 29 aprile, per cause che furono in seguito oggetto di indagine militare, decine (se non centinaia) di guardie delle Waffen-SS, che si erano già arrese, vennero uccise in vari momenti dai soldati statunitensi e dai prigionieri appena liberati. Questo tragico episodio è noto come massacro di Dachau.
Pare accertato che dopo la resa del campo diversi soldati statunitensi, inorriditi per le condizioni dei prigionieri, iniziarono ad uccidere le guardie ad una ad una. Alcune fonti parlano di sole 35 guardie naziste fucilate e di 515 arrestate o fuggite. Gli statunitensi, inoltre, non si opposero agli atti di giustizia sommaria compiuti dai detenuti contro i loro ex-aguzzini; li ritennero un loro diritto. Vi furono cacce al nazista, diverse esecuzioni e linciaggi, saccheggi delle ville degli ufficiali nazisti fuori dal campo. A un certo punto, per impedire disordini gravi, gli statunitensi imposero ai prigionieri il ritorno nel lager, dove sarebbero stati debitamente sfamati ed assistiti. Poi obbligarono la popolazione di Dachau a passare per il campo affinché vedesse con i suoi occhi gli orrori commessi.

## I processi di Dachau

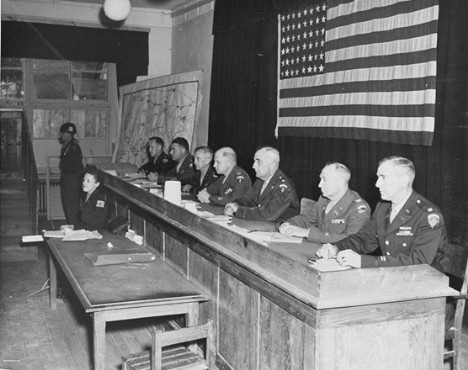
Processo di Dachau. Il tribunale militare in seduta. 25 settembre 1947.

Alla fine della guerra, la città divenne sede di uno dei tribunali militari costituiti dagli Alleati con il compito di giudicare i crimini e i criminali nazisti. Il tribunale si insediò nell'ex lager alla fine del 1945, e dal 15 novembre al 13 dicembre ebbero luogo le sedute principali del processo di Dachau contro il comandante del campo e altri 39 membri del personale. Le prove portarono alla condanna a morte per impiccagione di 36 dei 40 imputati.

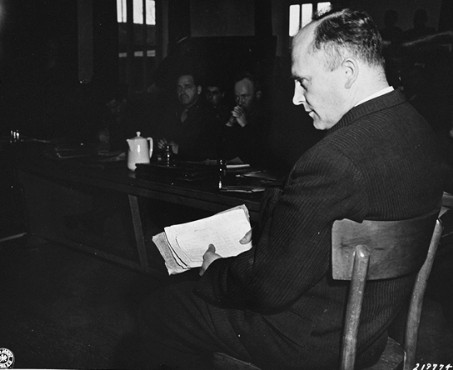
Processo di Dachau. Frederick Hoffman, un prete cattolico di origine ceca testimonia al processo. 22 novembre 1945.

Nel maggio 1946 vennero eseguite 28 condanne delle 36 comminate. Anche altrove si svolsero processi simili; gli imputati erano per lo più i membri delle SS che avevano prestato servizio ad Auschwitz e nei sottocampi di Dachau.
I processi si celebrarono fino al 1948 presso il sito del campo. Oggetto dei processi furono i crimini di guerra, come l'Olocausto; si indagò anche sugli esperimenti medici sui detenuti. Frederick Hoffman, un prete cattolico ceco, ex internato, fu tra i primi a testimoniare. Raccontò, presentando documentazioni personali, che 324 preti cattolici, a seguito di sperimentazioni sulla malaria, morirono durante la detenzione. Tuttavia la guerra fredda, che sarebbe iniziata di lì a poco, ridusse la portata di questi processi. Nel 1949 la competenza passò alla neonata RFT e molti delitti caddero in prescrizione, con la sola eccezione dell'omicidio premeditato.
Dopo la guerra nel campo furono internati molti soldati e graduati delle SS, fatti prigionieri dagli Alleati (si arrivò a 25 000), che soffrirono per anni la fame. A partire dal 1946 (soprattutto nel 1947), dopo indagini e serrati interrogatori, molti vennero rimessi in libertà.

## La cittadina di Dachau e il campo di concentramento
Verso gli ultimi mesi del 1919, finita la prima guerra mondiale, la fabbrica di polvere da sparo della cittadina di Dachau fu chiusa e cadde in abbandono. Rappresentava la colonna portante dell'economia locale, e di conseguenza la popolazione locale subì per anni la disoccupazione e la miseria. Quindi l'apertura di un campo sul sito della vecchia fabbrica riportò la speranza di una rinascita della zona, che però non si realizzò nelle forme sperate. Inizialmente la struttura si limitò al campo principale, situato in prossimità della ferrovia. Solo in seguito venne gradualmente ampliato e fu realizzato il raccordo che portava dalla stazione ferroviaria al campo.
Il campo fu suddiviso nel tempo in varie aree, tra le quali:
- la zona alloggi per i prigionieri, 34 grandi baracche divise in due file da un lungo viale alberato, racchiuse in un recinto rettangolare di 600 per 300 metri;
- gli alloggi per le SS;
- il bunker con le prigioni;
- i depositi e le rimesse per i veicoli;
- la zona agricola con la fattoria;
- il campo da tiro;
- la zona dei forni crematori, un'area alberata a forma di trapezio rettangolo adiacente per il lato obliquo all'estremità esterna destra del campo in cui si trovavano un capannone di legno dipinto come una casa tipica di villaggio bavarese, contenente un forno crematorio doppio e un grande edificio in muratura, all'interno del quale vi sono quattro forni con annessa camera a gas e camerette per la fumigazione dei tessuti da disinfettare;
- il cimitero.

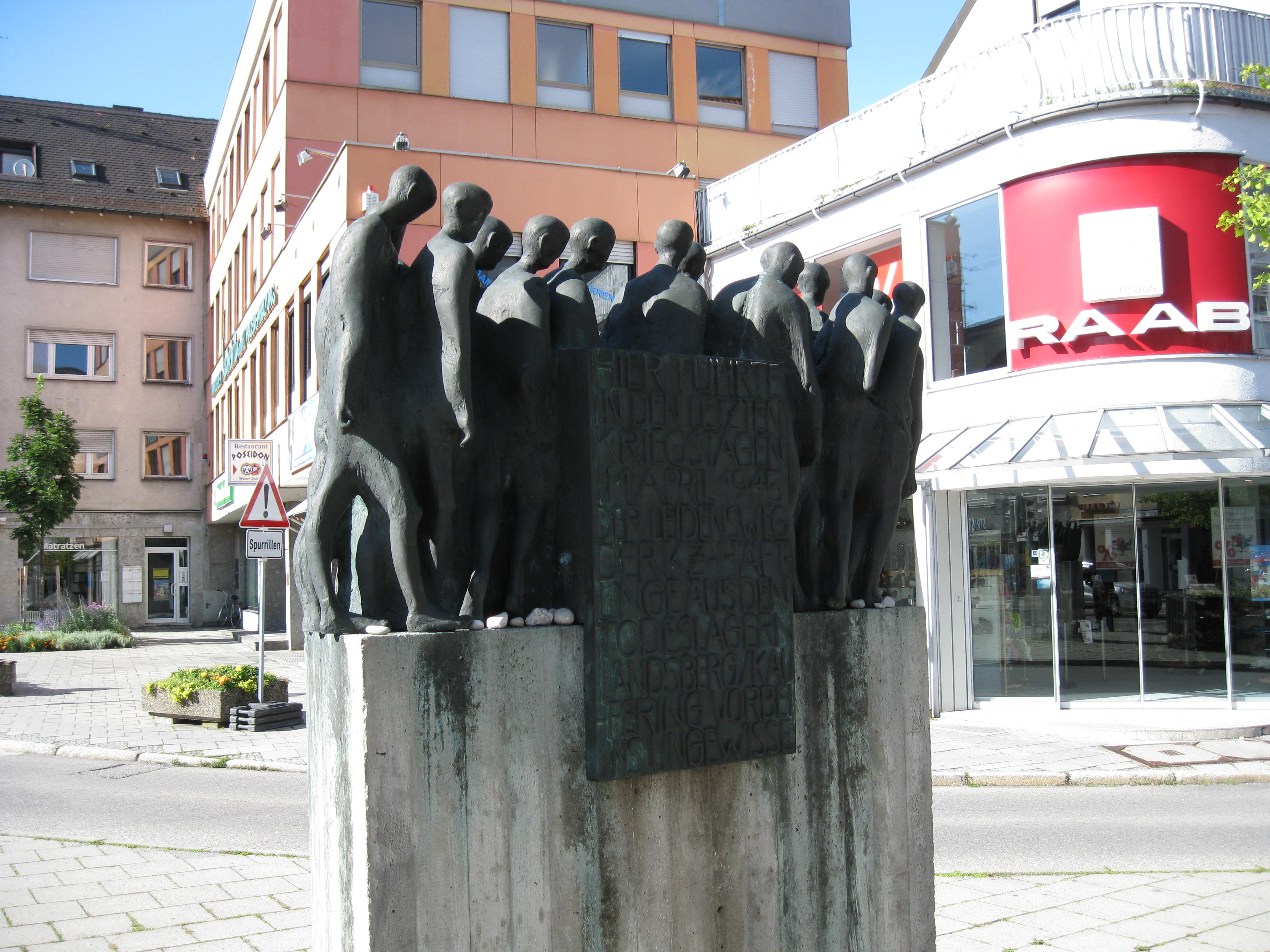
Fürstenfeldbruck, nei pressi di Dachau, monumento alle vittime della marcia della morte.

Il campo principale, completato il 21 marzo 1933, nei primi anni appariva una risorsa economica importante. In seguito i prigionieri ricevettero incarichi di lavoro anche fuori dal campo: potevano essere singoli lavoratori o gruppi che ne contavano migliaia, a seconda delle esigenze. Talvolta gli interventi esterni, se i detenuti avevano anche un posto dove stare, fecero sorgere strutture secondarie, i sottocampi, comandati, se le dimensioni lo permettevano, anche da prigionieri con incarico di funzionari.
Il sindaco di Dachau Lambert Friedrich scriveva in un suo memorandum del 1936: «Gli affari, l'artigianato e l'industria hanno fatto registrare un forte rilancio grazie all'intensa attività nel settore delle costruzioni, specialmente nei due campi delle SS (K.L.D e II SS Deutschland)».
Nel 1937 il comando del campo chiese un regolare collegamento con i mezzi pubblici tra la città e il campo, principalmente per permettere alle guardie di spostarsi in città. Il nuovo sindaco, Hans Cramer, rispose positivamente, adducendo motivazioni economiche. La linea di autobus richiesta fu inaugurata il 22 novembre 1937. La popolazione locale fu coinvolta nella vita del campo solo parzialmente, ad esempio quando assisteva alle marce delle colonne dei prigionieri diretti verso i luoghi di lavoro.

## Il Memoriale
(Epigrafe del Giorno della Memoria del 27 gennaio)

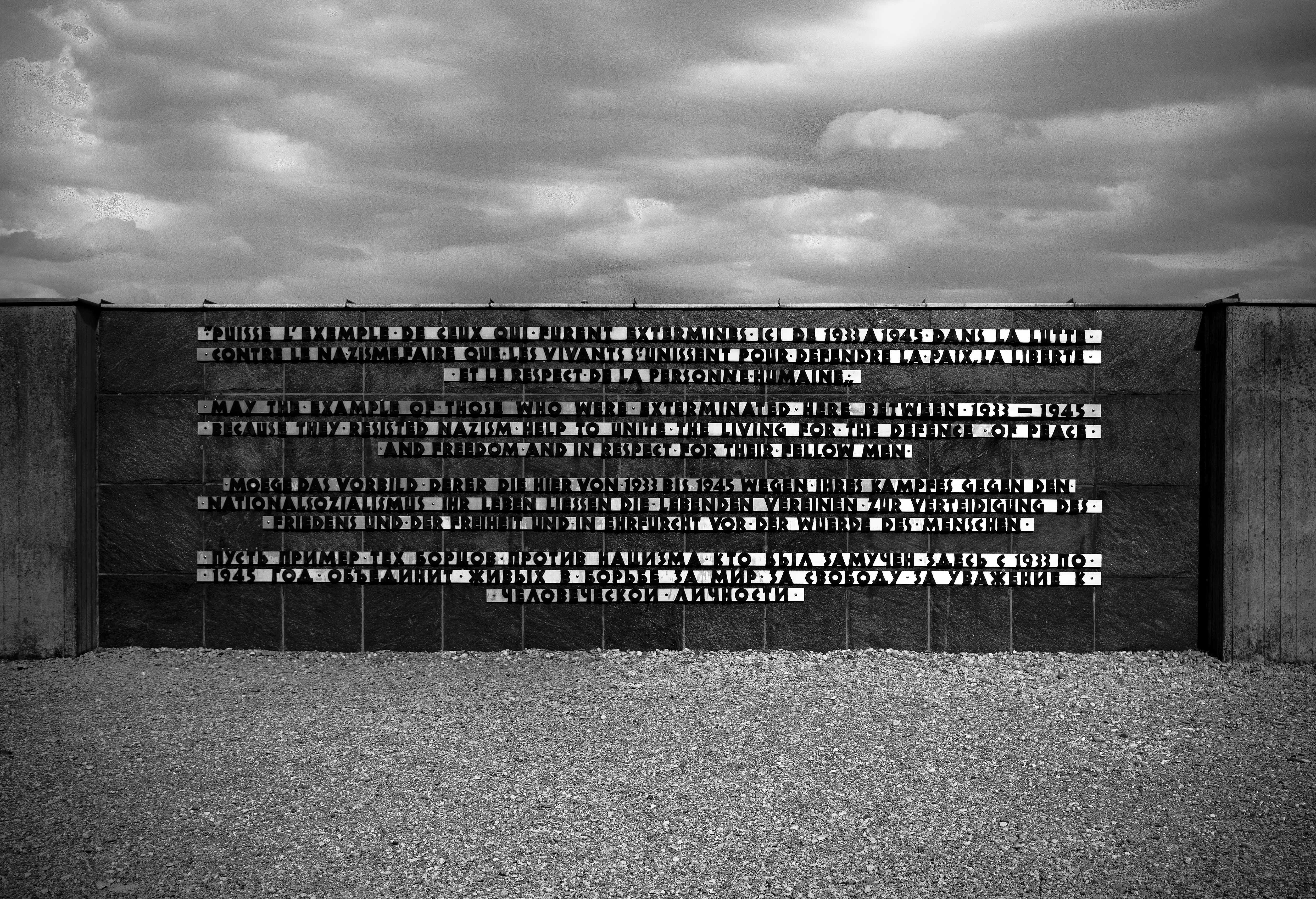
Comitato Internazionale di Dachau: il Memorial.

Nel 1955 gli ex prigionieri sopravvissuti a Dachau, che avevano costituito nel frattempo il Comité International de Dachau, decisero di erigere un monumento a ricordo dell'immane tragedia che si era consumata in quel luogo. La realizzazione richiese dieci anni e nel maggio 1965, vent'anni dopo la liberazione, fu aperto il primo grande Memorial di un lager sul territorio della Repubblica federale tedesca. È stato ricostruito un paio di baracche per mostrare al visitatore le condizioni di vita nel campo; in una è possibile visitare gli interni in legno e i servizi. Le baracche originarie furono in gran parte abbattute e le poche ancora in piedi al momento della ricostruzione erano in condizioni pietose. Delle altre 32 baracche che costituivano il campo sono rimaste le fondamenta in cemento. 
Il Memorial, ricostruito nel 2003, è stato integrato con diversi documenti e reperti forniti da ex-internati. Comprende inoltre quattro cappelle in rappresentanza delle varie religioni professate dai prigionieri:
- memorial ebraico;
- chiesa protestante;
- cappella cattolica (ospita gli affreschi di Nicola Neonato);
- cappella russo-ortodossa.

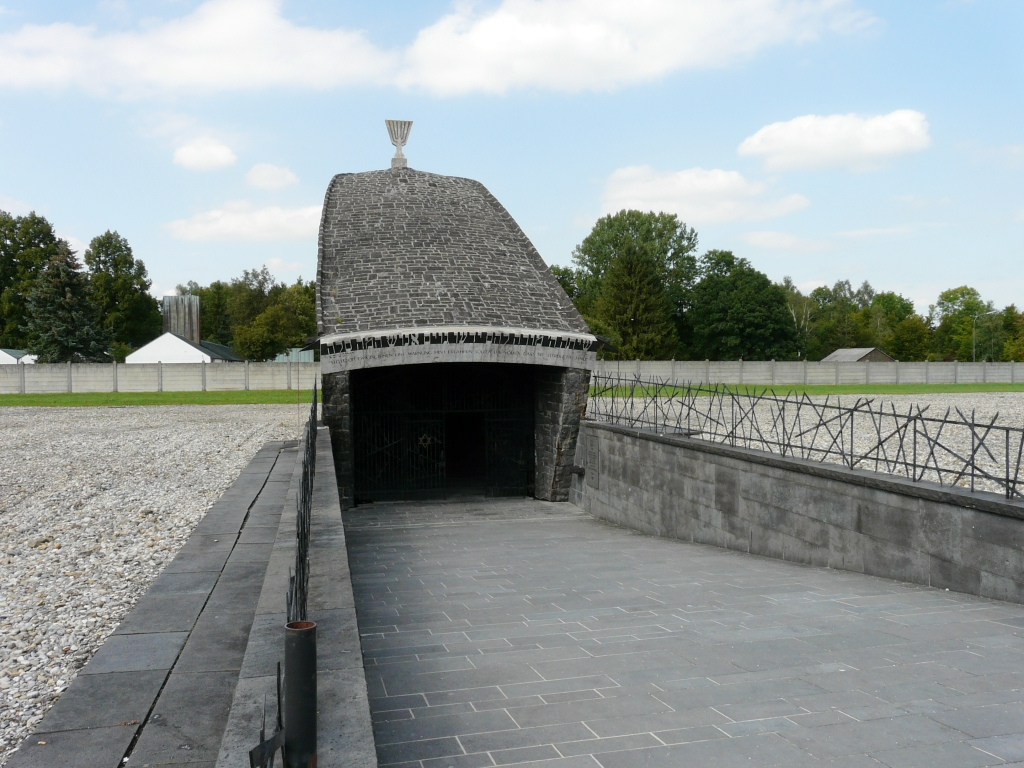
Memoriale ebraico.
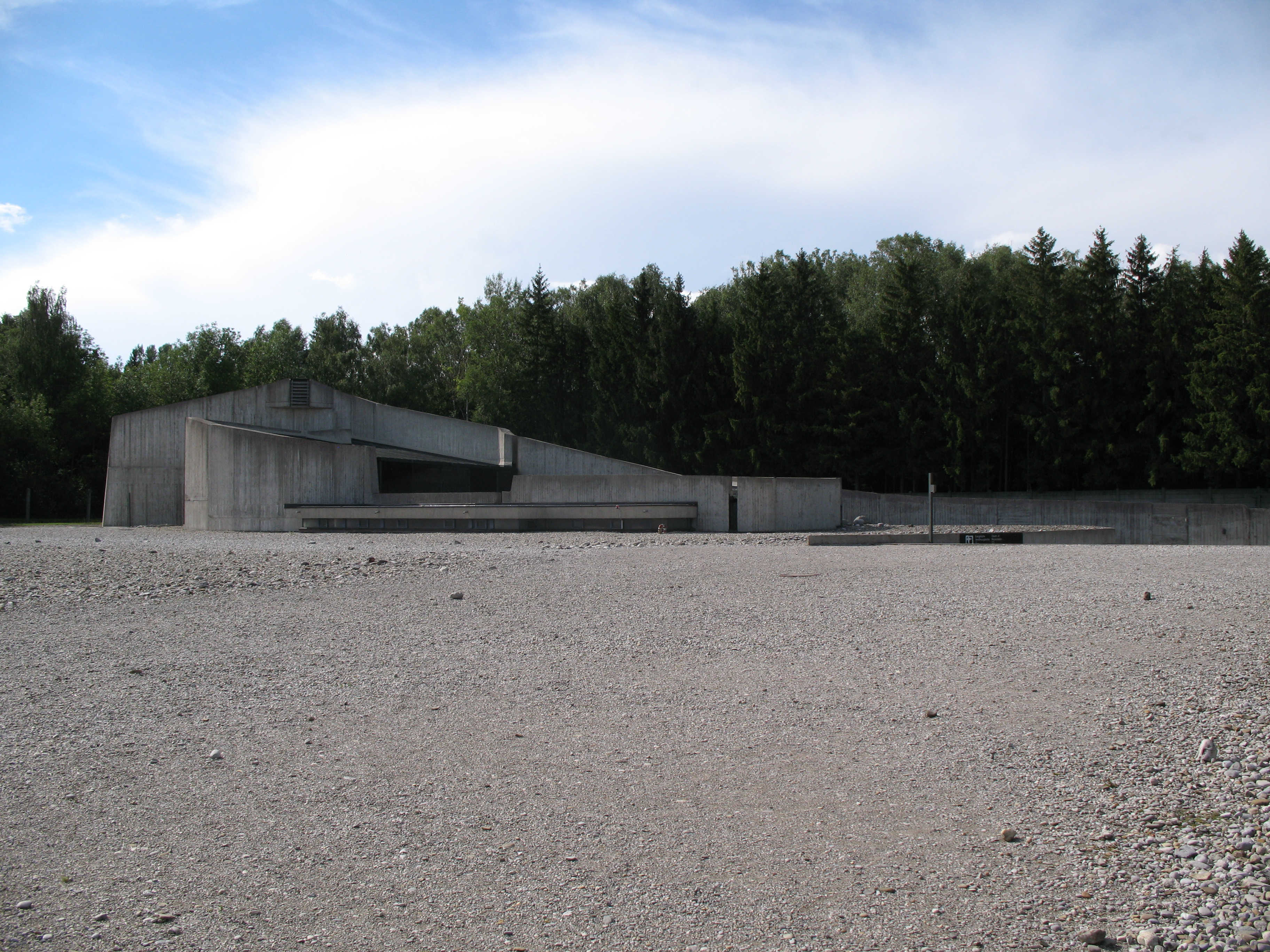
Chiesa protestante.
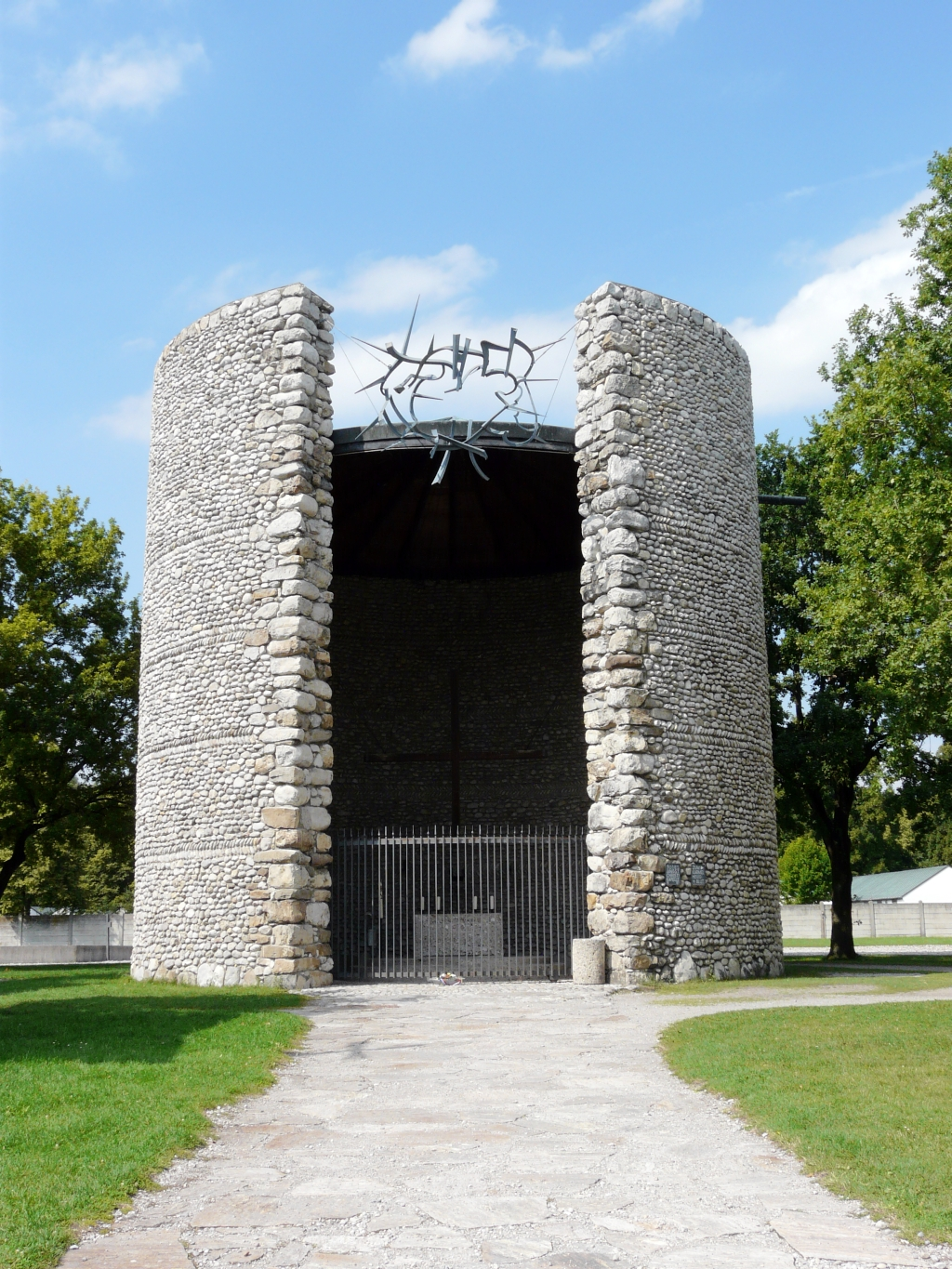
Cappella cattolica.
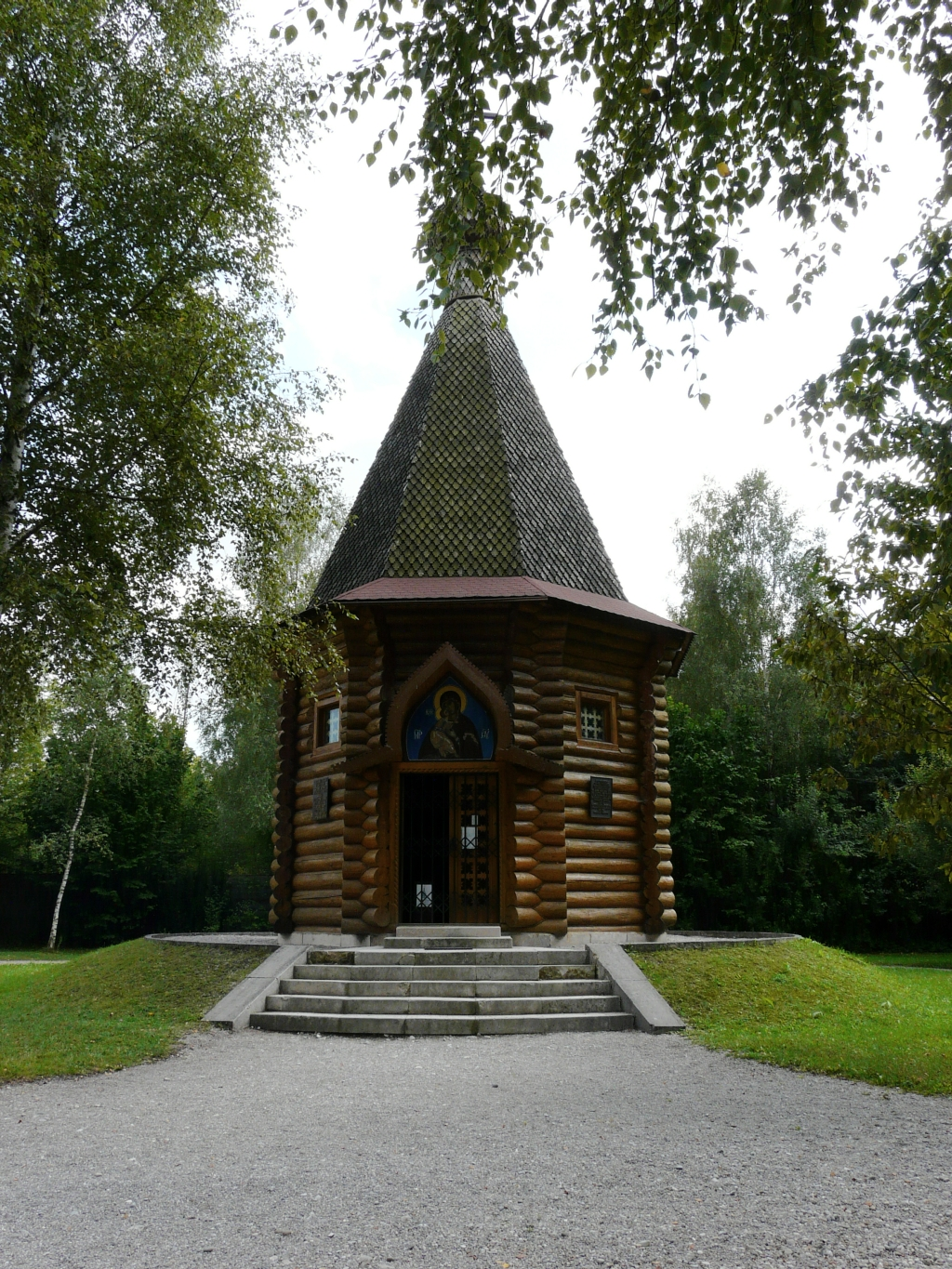
Cappella russo-ortodossa.

### Atti vandalici contro la memoria
Il cancello con la scritta Arbeit Macht Frei venne danneggiato nella notte tra il 1° e il 2 novembre del 2014 e la scritta fu rubata. L'episodio attirò l'attenzione internazionale perché rinnovava la grave profanazione già avuta ad Auschwitz con l'analogo furto.

## Dirigenti del lager di Dachau e personale di rilievo

### Ufficiali che si sono succeduti al comando

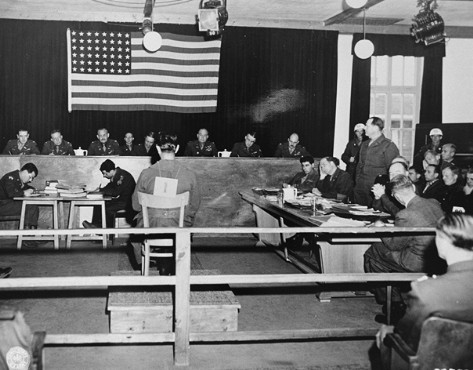
Martin Weiß, ufficiale SS responsabile di gravi crimini nel Ghetto di Vilnius, imputato al processo di Dachau nel dicembre del 1945.

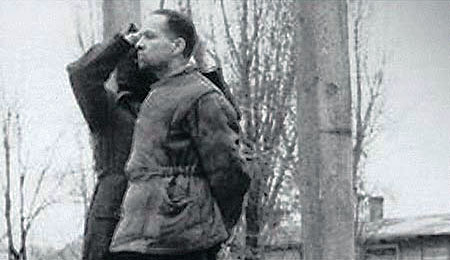
Impiccagione di Rudolf Höß, ex comandante del lager di Auschwitz. L'esecuzione della sua condanna per crimini contro l'umanità avvenne nello stesso campo di Auschwitz il 16 aprile 1947. Höß era stato allievo di Theodor Eicke nei primi anni di Dachau.

- SS-Standartenführer Hilmar Wäckerle (22 marzo 1933 - 26 giugno 1933)
- SS-Gruppenführer Theodor Eicke (26 giugno 1933 - 4 luglio 1934)
- SS-Oberführer Alexander Reiner (4 luglio 1934 - 22 ottobre 1934)
- SS-Brigadeführer Berthold Maack (22 ottobre 1934 - 12 gennaio 1935)
- SS-Oberführer Heinrich Deubel (12 gennaio 1935 - 31 marzo 1936)
- SS-Oberführer Hans Loritz (31 marzo 1936 - 7 gennaio 1939)
- SS-Hauptsturmführer Alexander Piorkowski (7 gennaio 1939 - 2 gennaio 1942)
- SS-Obersturmbannführer Martin Weiss (3 gennaio 1942 - 30 settembre 1943)
- SS-Hauptsturmführer Eduard Weiter (30 settembre 1943 - 26 aprile 1945)
- SS-Obersturmbannführer Martin Gottfried Weiß (26 aprile 1945 - 28 aprile 1945)
- SS-Untersturmführer Johannes Otto (28 aprile 1945)
- SS-Sturmscharführer Heinrich Wicker (28 aprile 1945 - 29 aprile 1945)

### Altri ufficiali
- Adolf Eichmann (da gennaio a ottobre del 1934). Durante il processo in Israele sostenne che la sua unità non aveva avuto nulla a che fare con il campo di concentramento.[67]
- Rudolf Höß (1934–1938). Futuro comandante di Auschwitz, lavorò per quattro anni a Dachau come Blockführer e poi come Rapportführer. Apprese da Theodor Eicke come amministrare e gestire efficientemente un campo di concentramento, conoscenze che gli permisero di costruire e rendere il campo di Auschwitz uno dei più efficienti, se non il più efficiente, del sistema concentrazionario nazista. Questo gli valse la grande stima di Heinrich Himmler.
- Max Kögel (1937–1938)[68]: futuro comandante di Ravensbrück, successivamente di Majdanek e infine di Flossenbürg.
- Hans Steinbrenner: SS-Untersturmführer, guardia brutale che salutava i nuovi arrivati con la sua "cerimonia di benvenuto" improvvisata.
- Gerhard Freiherr von Almen, SS-Obergruppenführer, fratellastro di Ludolf von Alvensleben.
- Otto Rahn (lavorò come guardia nel 1937).
- Johannes Otto, SS-Untersturmführer.
- Heinrich Wicker, SS-Untersturmführer.
- Johann Kantschuster: SS-Obersturmbannführer, comandante degli arresti a Dachau dal 1933 al 1939.
- Robert Erspenmüller: SS-Sturmbannführer, direttore delle guardie e braccio destro di Hilmar Wäckerle, trasferito in seguito alle discussioni con Theodor Eicke.

### Personale medico
- Dott. Werner Nuernbergk, primo dottore del campo, accusato di falsificazione dei certificati di morte. Fuggì.
- Dott. Hans Eisele, SS-Untersturmführer, scappò in Egitto nel 1958.
- Dott. Fritz Hintermayer, SS-Obersturmführer, ucciso dagli alleati.
- Dott. Ernst Holzlöhner, si suicidò.
- Dott. Fridolin Karl Puhr, SS-Hauptsturmführer a cui fu comminata la pena di morte poi tramutata in 10 anni di prigione.
- Dott. Sigmund Rascher, SS-Untersturmführer, ucciso dalle SS.
- Dott. Claus Schilling, ucciso dagli alleati.
- Dott. Horst Schumann, SS-Sturmbannführer, scappato in Ghana e poi estradato in Germania Ovest.
- Dott. Helmut Vetter, SS-Obersturmführer, ucciso dagli alleati.
- Dott. Wilhelm Witteler, SS-Sturmbannführer a cui fu comminata la pena di morte poi tramutata in 20 anni di prigione.
- Dott. Waldemar Wolter, SS-Sturmbannführer, ucciso dagli alleati.

## Prigionieri internati a Dachau

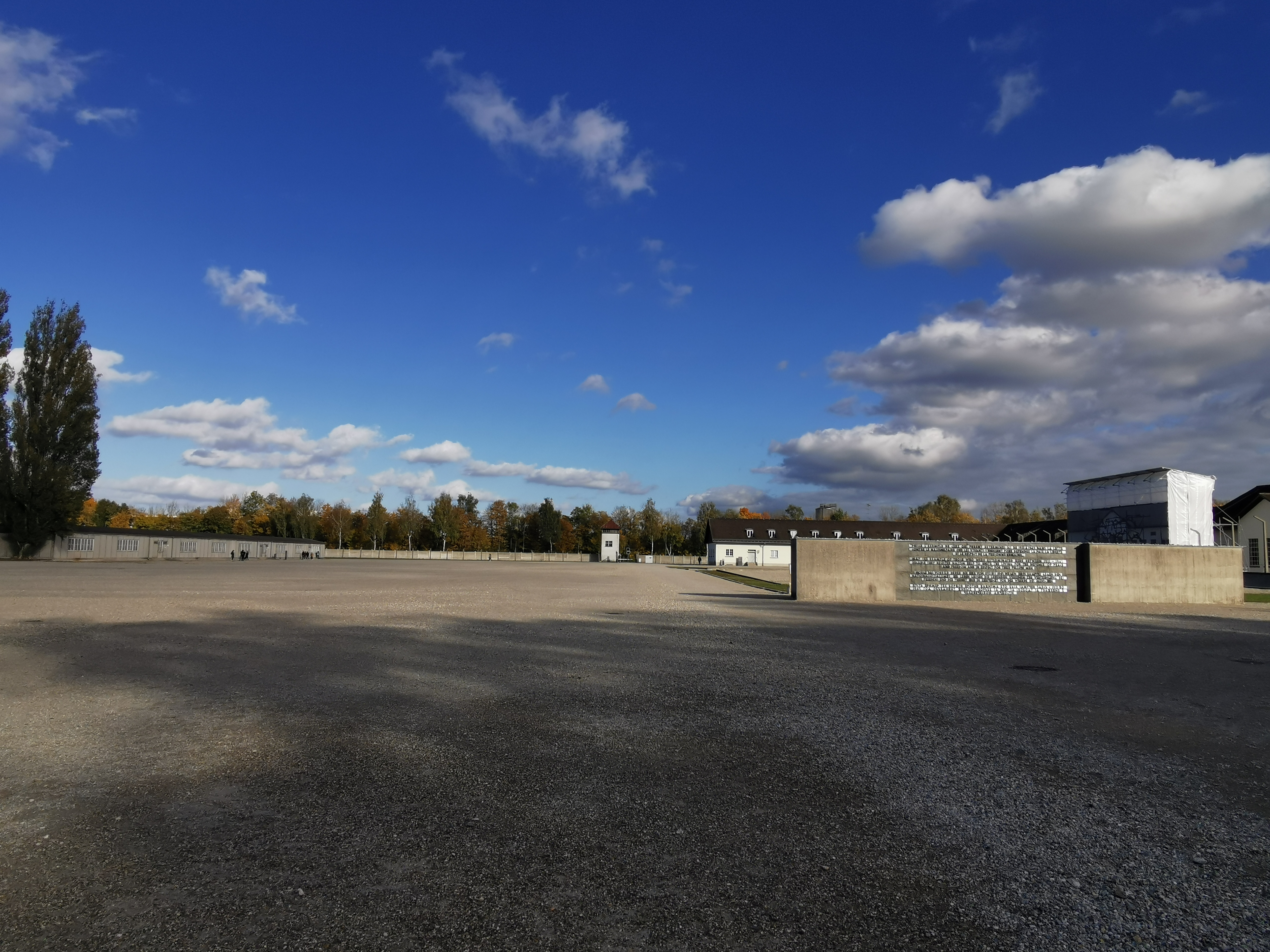
Immagine del campo di Dachau come si presentava nel 2011

### Ebrei
- Bruno Bettelheim, imprigionato nel 1938, liberato nel 1939; abbandonò la Germania.
- Viktor Frankl, psicoterapeuta viennese.
- David Ludwig Bloch, pittore, arrestato nel novembre 1938 durante la Kristallnacht.

### Combattenti della Resistenza anti-nazista
- Georg Elser, morto il 9 aprile 1945.
- Charles Delestraint, ucciso il 19 aprile 1945.
- Arthur Haulot.
- Georges Charpak, insignito nel 1992 del Premio Nobel per la fisica.
- Giovanni Palatucci, giusto tra le nazioni, a Dachau dal 22 ottobre 1944 fino alla morte il 19 febbraio 1945[69].
- Joze Rapotec.
- Mario Sbardella, arrivato a Dachau il 28 aprile 1944, liberato.
- Noor-un-Nisa Inayat Khan, fucilata a settembre del 1944, insignita della George Cross MBE e della Croix de guerre con Stella in Oro.
- Paolo Tallone (18 giugno 1915 - 6 ottobre 1975)[70], appartenente all'aeronautica militare, partigiano pluridecorato. Disse: "Quando gli Americani ci liberarono, quelli che non furono immediatamente ricoverati negli ospedali da campo morirono per il troppo cibo, dopo tanto digiuno, gli scoppiò letteralmente lo stomaco... Quando i pidocchi abbandonavano un corpo umano nelle baracche, ci allontanavamo perché significava che stava morendo... Ho mangiato anche i topi...".
- Paolo Brichetto Arnaboldi, resistente dell'«Organizzazione Franchi»[71].
- Lorenzo D'Angelo (liberato nel 1945 dagli anglo americani) Francolise 1923 - Sparanise 2017[72].
- Calogero Marrone, morto il 25 febbraio 1945.

### Religiosi
Dei circa 2 720 sacerdoti (2 579 dei quali cattolici), imprigionati al "Blocco dei sacerdoti", il numero 26, 1 034 morirono. La maggior parte (1 780) era di etnia polacca, e ne perirono 868.
- Jean Bernard (1907 - 1994), prete cattolico originario del Lussemburgo, imprigionato dal maggio 1941 all'agosto del 1942. Scrisse il libro Pfarrerblock 25487 sulla propria esperienza a Dachau. Il film Il nono giorno di Volker Schloendorff si basa sui suoi diari.
- Anton Fränznick, a Dachau dal 1942, morto il 27 gennaio 1944.
- Beato Michał Kozal, vescovo cattolico polacco. A Dachau dal 1941, il 26 gennaio 1943, malato di tifo, fu ucciso con un'iniezione letale e il 30 gennaio il suo corpo incenerito nel forno crematorio di Dachau.
- Beato Stefan Wincenty Frelichowski, prete cattolico, morto il 23 febbraio 1945.
- Beato Stefan Grelewski, prete cattolico, prigioniero numero 25281, morto di fame il 9 maggio 1941.
- Beato Alojs Andritzki, prete cattolico, ucciso con un'iniezione letale il 3 febbraio 1943.
- Beato Georg Häfner, prete cattolico, morto di stenti il 20 agosto 1942.
- Beato Gerhard Hirschfelder, prete cattolico, morto di fame e malattia il 1º agosto 1942.
- Beato Marian Konopiński, prete cattolico, morto il 1º gennaio 1943.
- Adam Kozłowiecki (1911-2007), cardinale polacco. Imprigionato prima 6 mesi ad Auschwitz, poi dal gennaio 1940 a Dachau fino alla liberazione il 29 aprile 1945.
- Beato Karl Leisner, a Dachau dal 14 dicembre 1941, liberato il 4 maggio 1945, morì il 12 agosto a causa della tubercolosi contratta nel campo. Fu internato da diacono e venne ordinato sacerdote proprio a Dachau, nel campo di concentramento, ricevendo clandestinamente l'ordine sacro dal vescovo internato Gabriel Piguet.
- Martin Niemöller, imprigionato nel 1941, liberato il 4 maggio 1945.
- Hermann Scheipers.
- Richard Schneider, a Dachau dal 22 novembre 1940, liberato il 29 marzo 1945.
- Aloys Scholze, morto il 1º settembre 1942.
- Joseph Kentenich, fondatore del Movimento Schoenstatt, trascorse tre anni e mezzo a Dachau.
- Giovanni Fortin, sacerdote cattolico, edificò a Padova nel 1955 il Tempio nazionale dell'internato ignoto, a ricordo degli internati nei lager nazisti durante la seconda guerra mondiale.
- Beato Giuseppe Girotti, padre domenicano nato ad Alba (CN) il 19 luglio 1905, annoverato tra i giusti tra le nazioni per le sue azioni a favore degli ebrei durante l'Olocausto, per i quali sacrificò la propria vita e venne deportato nel lager di Dachau dove morì il giorno di Pasqua, il 1º aprile 1945. Il 26 aprile 2014 nel duomo di Alba il cardinale Severino Poletto l'ha proclamato beato.
- Antonio Seghezzi, presbitero e partigiano, catturato e imprigionato nel campo di Kaisheim, spostato a Dachau nell'aprile del 1945 causa l'avanzata degli alleati. Dopo la liberazione fu ricoverato nell'ospedale cittadino dove morì nel maggio del medesimo anno di emottisi. Sepolto nel cimitero del campo, nel 1952 la salma fu riesumata e tumulata nel paese natale.
- Beato Tito Brandsma (Bolsward, 23 febbraio 1881– Dachau, 26 luglio 1942), un presbitero olandese, vittima del nazismo.
- Mons. Carlo Manziana (Brescia, 26 luglio 1902 – Brescia, 2 giugno 1997), presbitero e vescovo italiano. Accusato di antifascismo, fu arrestato; a Dachau ebbe la matricola 64762. Fu liberato il 29 aprile 1945 dalle truppe americane. Il 19 dicembre 1963 venne nominato da papa Paolo VI vescovo di Crema.

### Politici

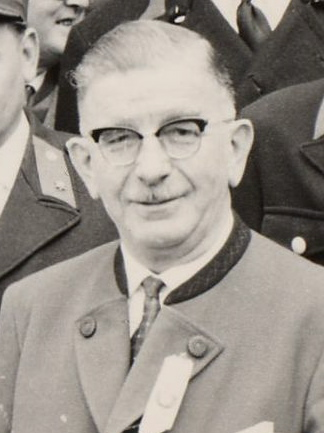
Leopold Figl.

- Fritz Michael Gerlich, giornalista tedesco, fucilato il 30 giugno 1934.
- Duchi di Hohenberg, Maximilian ed Ernst, figli dell'Arciduca Francesco Ferdinando d'Austria, erede al trono assassinato a Sarajevo nel 1914; oppositori di Adolf Hitler furono internati a Dachau nel 1938 e rilasciati alla liberazione nel 1945.
- Leopold Figl, arrestato nel 1938, rilasciato l'8 maggio 1945.
- Alois Hundhammer, arrestato il 21 giugno 1933, rilasciato il 6 luglio 1933.
- Kurt Schumacher, a Dachau dal luglio 1935, trasferito a Flossenbürg nel 1939, ritornato a Dachau nel 1940, rilasciato per una grave malattia il 16 marzo 1943.
- Stefan Starzyński, sindaco di Varsavia, morto probabilmente nel 1943.
- Baral Edoardo Enrico, nº 146983, arrestato il 31 marzo 1944. Deportato in Germania, passò per il campo di Oberottmarschausen, prigione di Sangau, carcere di Monaco, campo di concentramento di Mosach, prigione di Monaco, campo di Dachau. Liberato il 28 aprile 1945.
- Antonino Nicolini, nato a Trieste il 13 gennaio 1924, liberato dal campo di Dachau dagli americani e deceduto a Messina il 9 novembre 2008.[73]

### Comunisti
- Alfred Andersch, trattenuto per sei mesi nel 1933.
- Marcello Bait, arrestato a Ronchi dei Legionari assieme all'amico Mario Candotto (Gorizia) dai tedeschi e dai fascisti italiani il 24 maggio 1944, internato a Dachau i primi di giugno e rimastovi fino alla liberazione.
- Hans Beimler, fuggito nel 1933. Autore della pubblicazione Im Mörderlager Dachau: Vier Wochen unter den braunen Banditen.
- Emil Carlebach (ebreo), a Dachau dal 1937, trasferito a Buchenwald nel 1938.
- Oskar Müller, a Dachau dal 1939, liberato nel 1945.
- Nikos Zachariadīs (greco), a Dachau dal novembre 1941 al maggio 1945.

### Scrittori
- Tadeusz Borowski, scrittore, sopravvissuto ma suicida nel 1951.
- Stanisław Grzesiuk, scrittore, poeta e cantante polacco, a Dachau dal 4 aprile 1940, trasferito in seguito al campo di Mauthausen.
- Stefan Kieniewicz, storico polacco.
- Gustaw Morcinek, scrittore polacco.
- Boris Pahor, scrittore sloveno.
- Jura Soyfer, a Dachau per 6 mesi nel 1938, trasferito in seguito a Buchenwald.
- Stevo Žigon, attore, direttore di teatro e scrittore serbo, a Dachau dal dicembre 1943 al maggio 1945.
- Edgar Kupfer Koberwitz, scrittore, sopravvissuto a Dachau dal 1940, liberato nel 1945.

## I sottocampi
I sottocampi di Dachau furono istituiti nell'estate e nell'autunno del 1944 vicino alle fabbriche di armamenti (ad esempio Zeppelin, Messerschmitt AG, BMW, Dornier, Agfa, Präzifix, Dynamit, Magnesite, Kimmel) in tutta la Germania meridionale per aumentare la produzione bellica. Solo a Dachau c'erano più di trenta grandi sottocampi e centinaia di campi più piccoli, nei quali oltre 30 000 prigionieri lavoravano quasi esclusivamente agli armamenti.
Il sistema del campo di concentramento di Dachau comprendeva 123 sottocampi e Kommandos, istituiti nel 1943, quando furono costruite le fabbriche vicino al campo principale per utilizzare il lavoro forzato dei prigionieri di Dachau. Dei 123 sottocampi, undici erano denominati Kaufering e contraddistinti da un numero. Tutti i sottocampi di Kaufering furono allestiti per costruire in particolare tre fabbriche sotterranee (protette da bombardamenti alleati) per il progetto Ringeltaube, che prevedeva la costruzione dell'aereo da combattimento Messerschmitt Me 262. Nell'aprile 1945 i campi di Kaufering furono evacuati e circa 15.000 prigionieri furono portati nel campo principale di Dachau. Si stima che il tifo, da solo, abbia causato 15 000 morti tra il dicembre 1944 e l'aprile 1945. "Nel primo mese dopo l'arrivo delle truppe americane 10.000 prigionieri furono curati per la malnutrizione e altre malattie simili. Nonostante tutto, durante il primo mese ogni giorno morirono cento prigionieri per tifo, dissenteria o debolezza generale".
Quando le truppe dell'esercito americano si avvicinarono al sottocampo di Landsberg il 27 aprile 1945, le SS uccisero 4 000 prigionieri. Le finestre e le porte delle capanne furono inchiodate, gli edifici cosparsi di benzina e dati alle fiamme. I prigionieri morirono bruciati, alcuni riuscirono a strisciare fuori nudi o quasi prima di morire. All'inizio di quel giorno, mentre le truppe della Wehrmacht si ritiravano da Landsberg am Lech, gli abitanti della città appesero delle lenzuola bianche alle finestre. Le SS infuriate trascinarono i civili tedeschi fuori dalle case e li impiccarono sugli alberi.
- Allach
- Aufkirch
- Augusta
- Bad Ischl
- Bad Tölz
- Bäumenheim-Asbach
- Baubrigade XIII
- Bayersoien
- Bayrisch Zell
- Birgsau
- Blaichach
- Bruck
- Burgau/Günzburg
- Dachau
- Eching
- Echterdingen
- Ellwangen
- Emmerting
- Eschelbach
- Feistenau
- Feldafing
- Fischbachau
- Fischen
- Fischhorn
- Friedolfing
- Friedrichshafen
- Füssen
- Gablingen
- Garmisch-Partenkirchen
- Germering
- Gmünd
- Halfing

- Hallein
- Hausham
- Heidenheim
- Heppenheim
- Horgau
- Innsbruck
- Itter
- Karlsfeld
- Kaufbeuren
- Kaufering
- Kempten
- Königssee
- Kottern
- Landsberg am Lech (Kaufering I)
- Landshut
- Lauingen
- Lind
- Lochau
- Markt Schwaben
- Moschendorf
- Mühldorf am Inn
- Mülheim an der Ruhr
- Monaco di Baviera
- Neustift im Stubaital
- Norimberga
- Oberdorf
- Oberföhring
- Ottobrunn
- Passavia
- Pfersee

- Plansee
- Pollnhof
- Radolfzell am Bodensee
- Rohrdorf
- Rorgsachwaige
- Rothschwaige
- Salisburgo
- Saulgau
- Schlachters-Sigmarszell
- Schleißheim
- Schloss Itter
- Seehausen am Staffelsee
- Spitzingsee
- Steinhoering
- Stephanskirchen
- Sankt Gilgen
- St. Lambrecht
- St. Wolfgang
- Traunstein
- Trostberg
- Türkenfeld
- Türkheim
- Tutzing
- Überlingen
- Ulma
- Utting am Ammersee
- Valepp
- Vulpmes
- Weißensee
- Wolfratshausen
- Zangberg